# Rumunsko
Rumunsko (rumunsky  România) je stát na pomezí střední, východní a jihovýchodní Evropy. Na severu a východě sousedí s Ukrajinou, na západě s Maďarskem, na jihozápadě se Srbskem, na jihu s Bulharskem, na východě s Moldavskem a na jihovýchodě s Černým mořem. Geograficky je země tvořena převážně Karpaty, Dunajem s Podunajím, deltou Dunaje a pobřežím Černého moře; má převážně kontinentální podnebí. Rumunsko se dělí na 41 žup, na ploše asi 239 000 km² žije 19 milionů obyvatel; je dvanáctou největší zemí Evropy a šestým nejlidnatějším členským státem Evropské unie. Jeho hlavním a největším městem je Bukurešť, dalšími velkými městy jsou Kluž, Jasy, Constanța a Temešvár. Rumuni tvoří 89 % obyvatel, největší menšinou jsou Maďaři, úředním jazykem je rumunština, tři čtvrtiny obyvatel se hlásí k pravoslaví.  
Osídlování území dnešního Rumunska začalo v mladším paleolitu, následovaly písemné doklady o království Dácie, jeho dobytí a následné romanizaci Římskou říší v pozdní antice. Moderní rumunský stát vznikl v roce 1859 personální unií podunajských spojených knížectví Moldávie a Valašska. Nový stát, od roku 1866 oficiálně nazývaný Rumunsko, získal nezávislost na Osmanské říši v roce 1877. Během první světové války, po vyhlášení neutrality v roce 1914, bojovalo Rumunsko od roku 1916 po boku spojeneckých mocností. Po skončení války se Bukovina, Besarábie, Sedmihradsko a části Banátu, Krišany a Maramureše staly součástí Rumunského království. V červnu až srpnu 1940 bylo Rumunsko v důsledku paktu Molotov-Ribbentrop a druhé vídeňské arbitráže nuceno postoupit Besarábii a severní Bukovinu Sovětskému svazu a severní Sedmihradsko Maďarsku. V listopadu 1940 Rumunsko podepsalo Trojdohodu a následně v červnu 1941 vstoupilo do druhé světové války na straně Osy, kde bojovalo proti Sovětskému svazu až do srpna 1944, kdy se připojilo ke Spojencům a získalo zpět Severní Sedmihradsko. Po válce a okupaci Rudou armádou se Rumunsko stalo socialistickou republikou a členem Varšavské smlouvy. Po revoluci v roce 1989 zahájilo Rumunsko přechod k demokracii a tržnímu hospodářství.  
Rumunsko je unitární poloprezidentská republika, hlavou státu je prezident, zákonodárná moc náleží dvoukomorovému parlamentu. Je vyspělou zemí a v mezinárodních vztazích se řadí mezi středně velké mocnosti, jeho ekonomika patří k nejrychleji rostoucím v Evropské unii. Podle nominálního hrubého domácího produktu je 44. největší na světě a podle parity kupní síly 50. největší. Rumunsko zaznamenalo rychlý hospodářský růst na počátku nultých let 21. století, jeho ekonomika je nyní založena převážně na službách. Je výrobcem a čistým vývozcem automobilů a elektřiny. V indexu lidského rozvoje se umístilo na 53. místě. Rumunsko je členem Organizace spojených národů, Evropské unie, Severoatlantické aliance, Rady Evropy, Organizace černomořské ekonomické spolupráce, Světové obchodní organizace a od března 2024 schengenského prostoru.

## Název
Název Rumunsko pochází z místního názvu pro Rumuny (rumunsky român), který je zase odvozen z latinského romanus, což znamená „římský“ nebo „z Říma“.  Toto etnonymum pro Rumuny je poprvé doloženo v 16. století italskými humanisty cestujícími po Sedmihradsku, Moldávii a Valašsku.  Nejstarší známý dochovaný dokument psaný rumunsky, dopis z roku 1521 známý jako „Neacșův dopis z Câmpulungu“, je pozoruhodný tím, že obsahuje první doložený výskyt Rumunů v názvu země: Valašsko je zde uvedeno jako Țeara Rumânească.  

## Dějiny

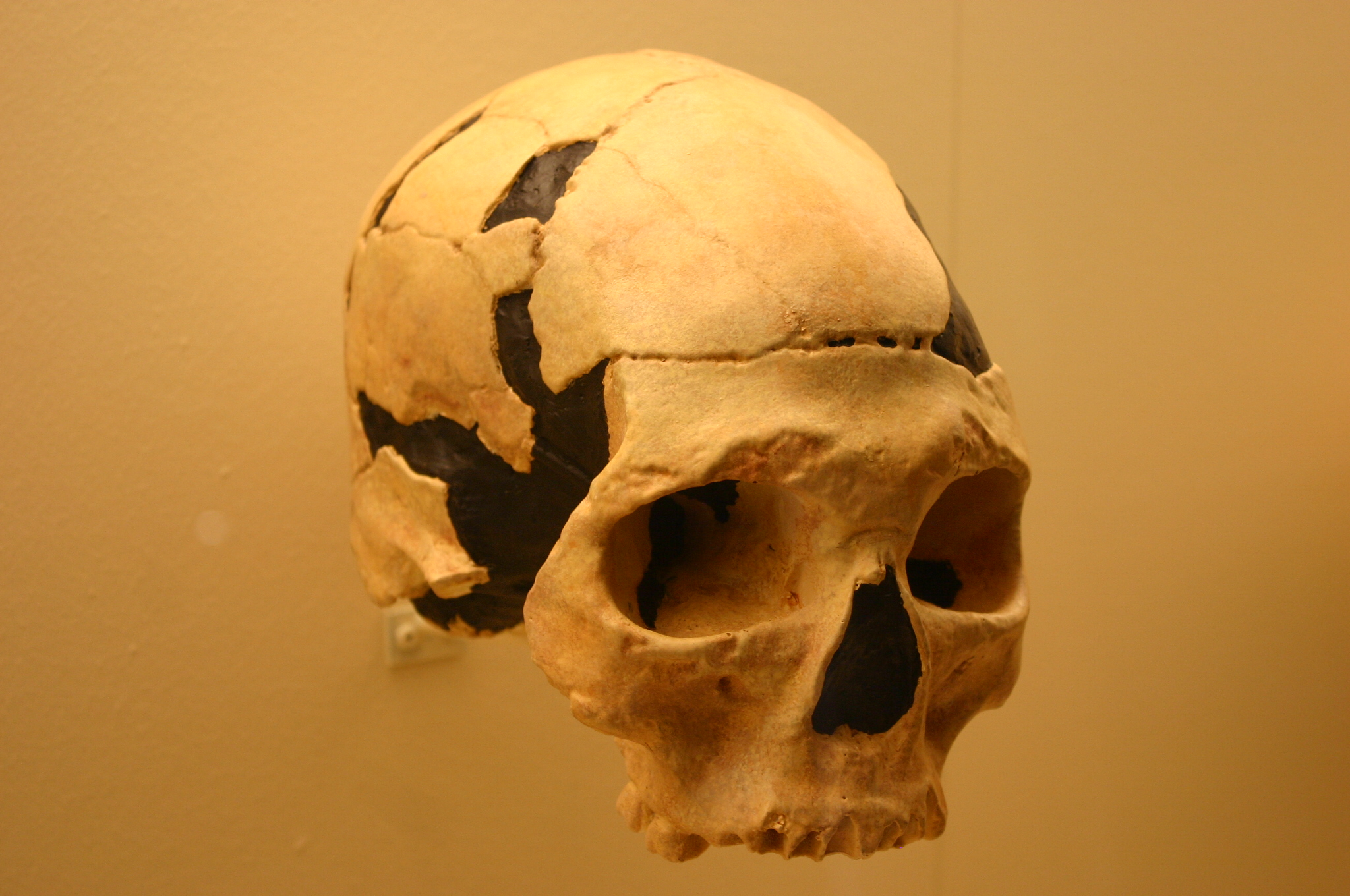
Lidské fosilie z Peștera cu Oase

Lidské pozůstatky nalezené v jeskyni Peștera cu Oase (v župě Caraș-Severin) pocházejí z doby před 40 000 lety a představují tak nejstarší nález Homo sapiens v Evropě. Neolitické zemědělství se rozšířilo po příchodu migrantů z Thesálie v 6. tisíciletí před naším letopočtem. Vykopávky poblíž obce Vânători-Neamț (v župě Neamț) přinesly důkazy o nejstarší známé těžbě soli v Evropě. Výroba soli zde začala již v 5. tisíciletí př. n. l. Ve 3. tisíciletí př. n. l. vzkvétala v Munténii, jihovýchodní Transylvánii a severovýchodní Moldávii Cucutensko-tripolská kultura. První opevněná sídla se objevila kolem roku 1800 př. n. l. a dokazují militantní charakter společností doby bronzové.

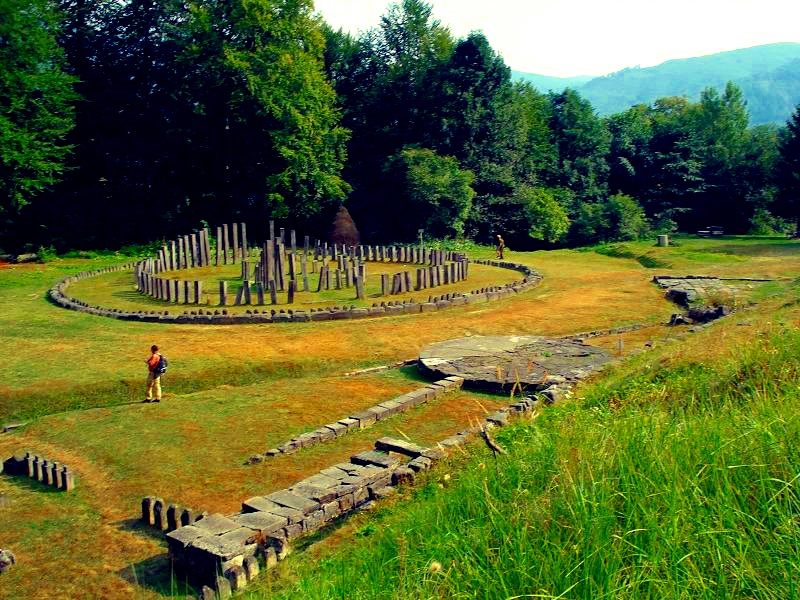
Dácké hradiště v Sarmizegetuse

Řecké kolonie založené na pobřeží Černého moře v 7. století před naším letopočtem (např. Histria) se staly důležitými centry obchodu s místními kmeny. Původ těchto kmenů je nejasný, Hérodotos na začátku 5. století př. n. l. je nazývá Getové a patrně šlo o thrácký kmen. Jmenuje i další kmeny, jež byly možná skytského původu. Strabón je všechny později ztotožnil s Dáky, ale patrně se mýlil, Dákové podle všeho přišli do oblasti až v 1. století př. n. l. Rychle však území podél jižních Karpat ovládli a dácký vládce Burebista byl prvním panovníkem, který spojil místní kmeny do státního útvaru. Mezi lety 55 a 44 př. n. l. také dobyl řecké kolonie v Dobrudži, Střední Dunaj a Balkánské hory. Poté, co byl v roce 44 př. n. l. zavražděn, se však jeho království zhroutilo. Kolem roku 87 znovu Dáky sjednotil Decebalus. Hlavním městem ustavil Sarmizegetusu. Napadl a vydrancoval silně opevněnou pohraniční římskou provincii Moesii. To vedlo k vleklému konfliktu s Římskou říší, jenž vyvrcholil tím, že Římané roku 106, za vlády Traiana, Dácii dobyli (toto vítězství v Římě připomíná známý Trajánův sloup).

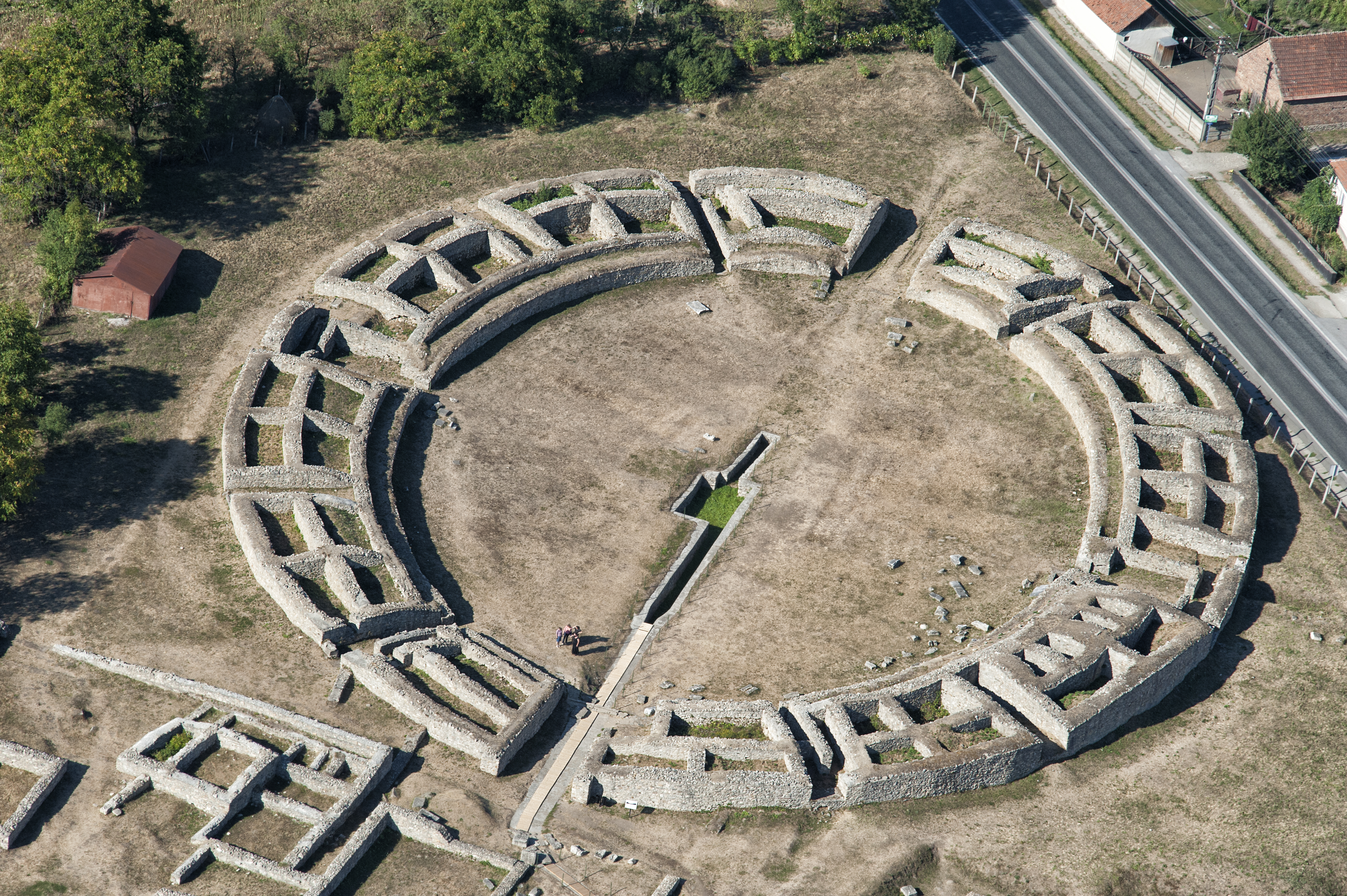
Zbytky římské Sarmizegetusi

Území, z něhož Římané udělali svou provincii Dacia Traiana, si však i po dobytí ponechalo značnou míru samostatnosti. Římané ovlivnili místní obyvatele jazykově a lidová verze latiny se tak stala základem rumunštiny. Dokonce i pojem Rumunsko je odvozen z latinského pojmu romanus, tedy „římský občan“ (prvně byl užit v 16. století italskými cestovateli). Staletí žila Dácie pod nadvládou Říma vcelku blahobytně. Okolo roku 210 však začali území ohrožovat svými nájezdy Karpové a Gótové. Římané nedokázali provincii ubránit a císař Aurelianus nařídil v roce 271 evakuaci celé provincie. Jak velké množství obyvatelstva skutečně odešlo, je nejasné. O podílu Dáků a římských kolonistů na etnogenezi Rumunů tak vedou odborníci dodnes diskuse.

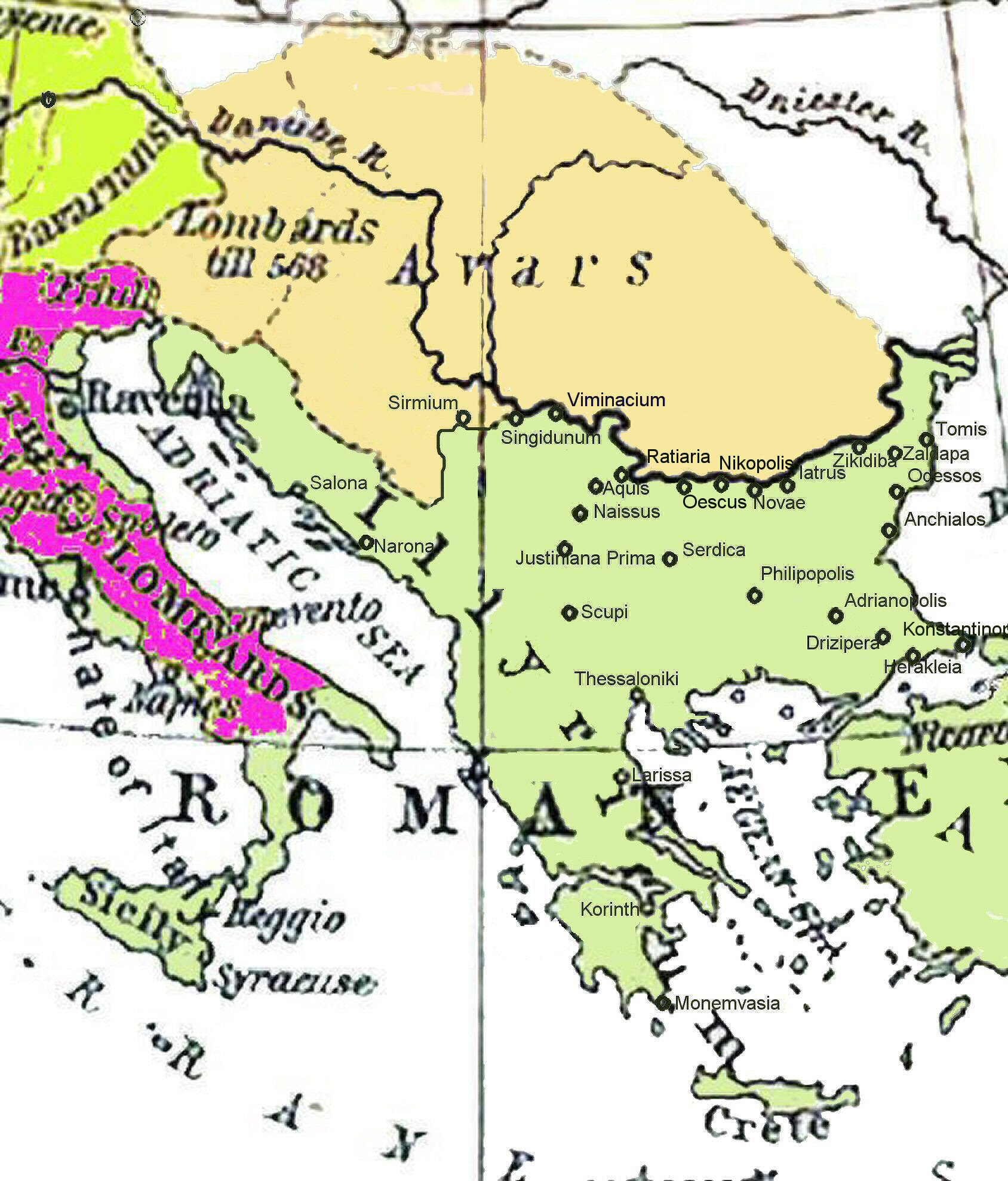
Avaři mezi lety 582–612

Raný středověk byl na území Rumunska velmi nepřehledný. Po odchodu Římanů vládli Gótové, ale jejich vláda skončila roku 376, po invazi Hunů. Hunové přinutili zbytky místního obyvatelstva k podrobení, ale jejich říše se zhroutila v roce 454. Poté se území zmocnili Gepidové. Ti byli poraženi kočovnými Avary, kteří na rumunském území kolem roku 570 založili mocnou říši. V roce 680 přišli do oblasti dolního Dunaje z eurasijských stepí Protobulhaři. Řada slovanských místních jmen v Rumunsku upomíná, že také Slované byli významnou součástí rumunského „tavicího kotle“, a to nejen bulharští. Po zhroucení avarského kaganátu na konci 8. století se nicméně právě Bulharsko stalo dominantní kulturní a politickou silou regionu a zabralo území až k řece Tise. Kontrolu nad severem území získali v první polovině 9. století Maďaři, ale na konci století je vytlačili Pečeněhové. O několik století později se psalo v kronice Gesta Hungarorum, že se Maďaři střetli na území Rumunska i s Chazary či Sikuly, ale to se řadě historiků nezdá důvěryhodné.
Na konci 10. století ovládla Dobrudžu Byzanc. Do ní pak prchli Pečeněhové před maďarským tlakem v 11. století. Do jimi opuštěné krajiny vstoupili některé turkické kmeny (Oghuzové, Kumáni) a spolu s nimi Valaši. Ti uzavřeli spojenectví proti Byzanci. Odborníci, kteří neuznávají teorii o dácko-římské etnogenezi Rumunů, považují právě Valachy za jádro rumunské etnogeneze. Tento kmen měl patrně thrácko-ilyrský původ a dlouho žil v horských oblastech Karpat. Až v 11. století sestoupil do nížin. V té době ale oblast osídlili i Sikulové, kteří se stali „pohraniční stráží“ maďarské říše, a Sedmihradští Sasové, kteří plnili podobnou funkci. Na počátku 13. století se v písemných pramenech začínají objevovat zmínky o „Valašské zemi“, což naznačuje, že Valaši v oblasti převládli, nebo že převládla valašská identita. V té době si v zemi zřídila řadu městských kolonií také Janovská republika, která tak přispěla ke „druhé romanizaci“ oblasti. Tyto kolonie existovaly až do 15. století.

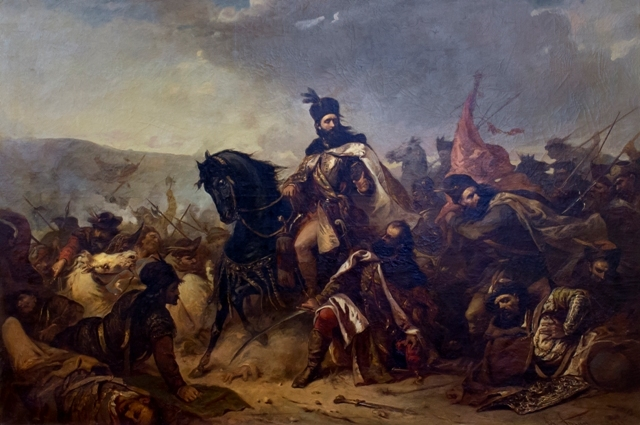
Štěpán III.

Ve vrcholném středověku na území Rumunska vznikla dvě nezávislá knížectví (Sedmihradsko zůstalo součástí Uher). Zakladatelem Valašského knížectví byl Basarab I. Nezávislost na Uhersku vybojoval v bitvě u Posady v roce 1330. Autonomii Moldavského knížectví zajistil Bogdan I. okolo roku 1360. Mezi rumunskými vládci, kteří hráli významnější roli, lze zmínit Alexandra Dobrého, Štěpána Velikého, Petra Rareše a Dimitrie Cantemira v Moldavsku; Mirceu Starého, Vlada Napichovače, Michala Chrabrého a Constantina Brâncoveana ve Valašsku; a Jána Hunyadiho v Sedmihradsku.

Valašské knížectví nejvíce expandovalo za Mircei I. (vládl 1386-1418). Nejvýznamnějším moldavským vládcem byl kníže Štěpán III. Veliký (1457-1504), který knížectví po mnoho let bránil před expanzí Osmanské říše. Z Valachů se v boji proti Turkům vyznamenal zvláště Vlad III. Dracula. Také uherský „Turkobijec“ János Hunyadi byl rumunského původu. Obě knížectví se však nakonec, od 15. století, stala závislá na Osmanské říši. Osmani vyrvali z rukou Uhrů i Sedmihradsko a založili zde roku 1570 vazalský stát zvaný Sedmihradské knížectví. Ten si však vydobyl slušnou míru autonomie, vládli v něm kalvinisté.

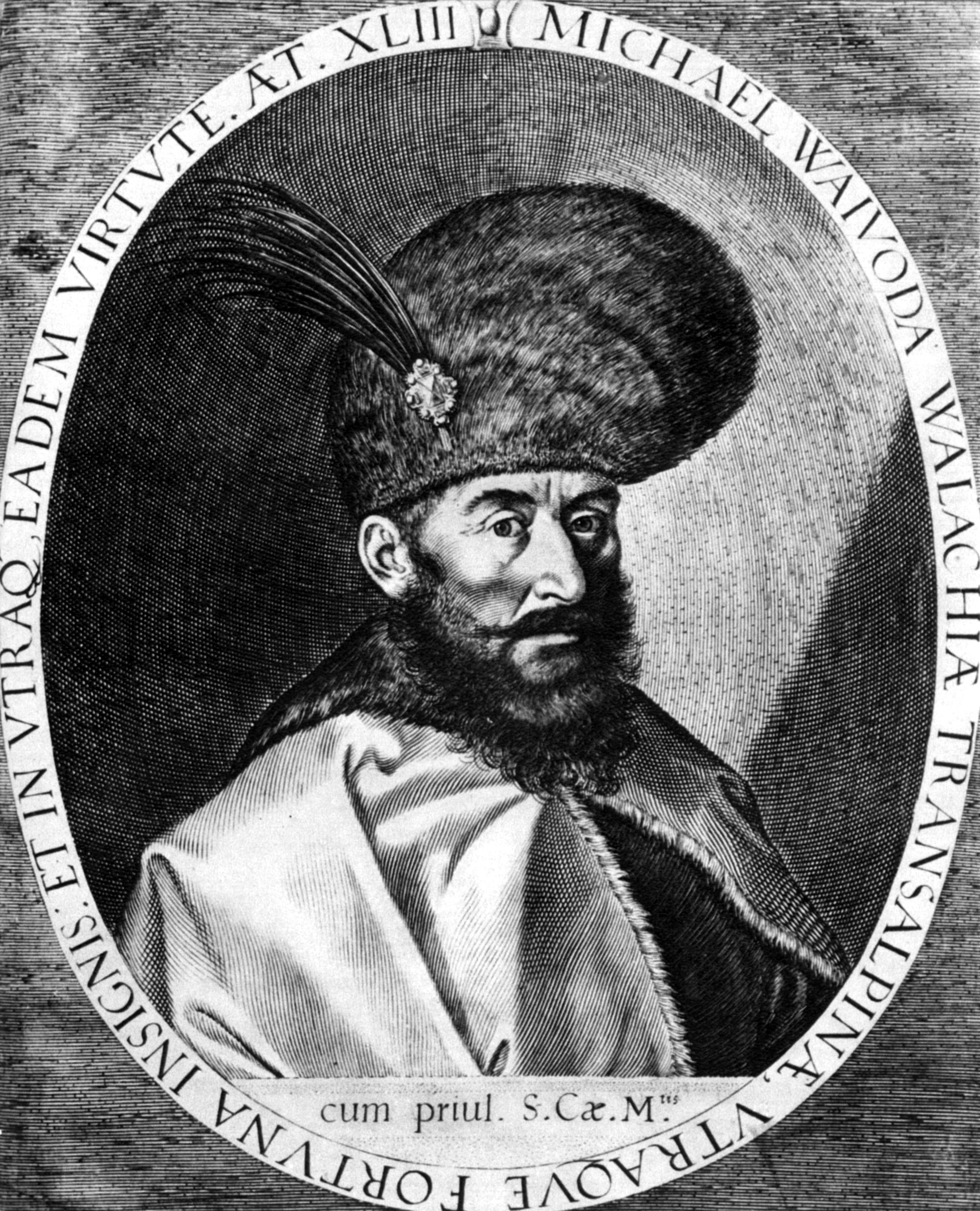
Michal Chrabrý

Během vlády Michala Chrabrého byla roku 1600 tři knížectví poprvé spojena do jednoho státního celku. Michalova krátce existující říše pokrývala téměř celé území současného Rumunska. Sousední mocnosti Michala sice již v září roku 1600 donutily k abdikaci, ale stal se důležitým rumunským symbolem, zvláště pro obrozence 19. století. Michal utekl po svržení do Prahy, na dvůr Rudolfa II., svého velkého spojence, ten ho ale nakonec nechal zavraždit.
Ač pokus o velký rumunský stát nevyšel, mnohá knížata ze všech tří knížectví si dokázala v 17. století zajistit vysokou míru suverenity. V Sedmihradsku to byl například Gabriel Betlen, známý svým angažmá po boku českých stavů v protihabsburském povstání. Ve Valašsku Matei Basarab (vládl 1632–1654), jenž dal sepsat první valašský zákoník a byl znám jako velký patron umělců. V Moldavsku pak zejména Vasile Lupu (1634–1653), známý jako „nejbohatší muž křesťanského východu“.
Spojené armády Svaté ligy vyhnaly v letech 1684 až 1699 osmanská vojska ze střední Evropy a Sedmihradské knížectví bylo roku 1711 znovu plně začleněno do habsburské monarchie. V Moldavsku a Valašsku však došlo k úplně opačnému vývoji. Moldavský vládce Dimitrie Cantemir a valašský kníže Constantin Brâncoveanu se pokusili vydobýt si nezávislost na Osmanech spojenectvím s Ruskem a Habsburky, ale jejich hra nevyšla. Osmani je sesadili, přestali definitivně věřit lokálním vládcům a nastolili mnohem tužší režim, přičemž do čela obou zemí dosazovali své vlastní panovníky, obvykle tzv. fanarioty, osmanské Řeky z Cařihradu. Fanariotská knížata prováděla nemilosrdnou daňovou politiku a rozpustila armádu. Ani v habsburském Sedmihradsku se ale Rumunům v 18. století nevedlo příliš dobře. Nebyli uznáváni jako národ, a když chtěl tuto výsadu pro ně biskup Inocențiu Micu-Klein vybojovat, byl vyhnán do exilu.

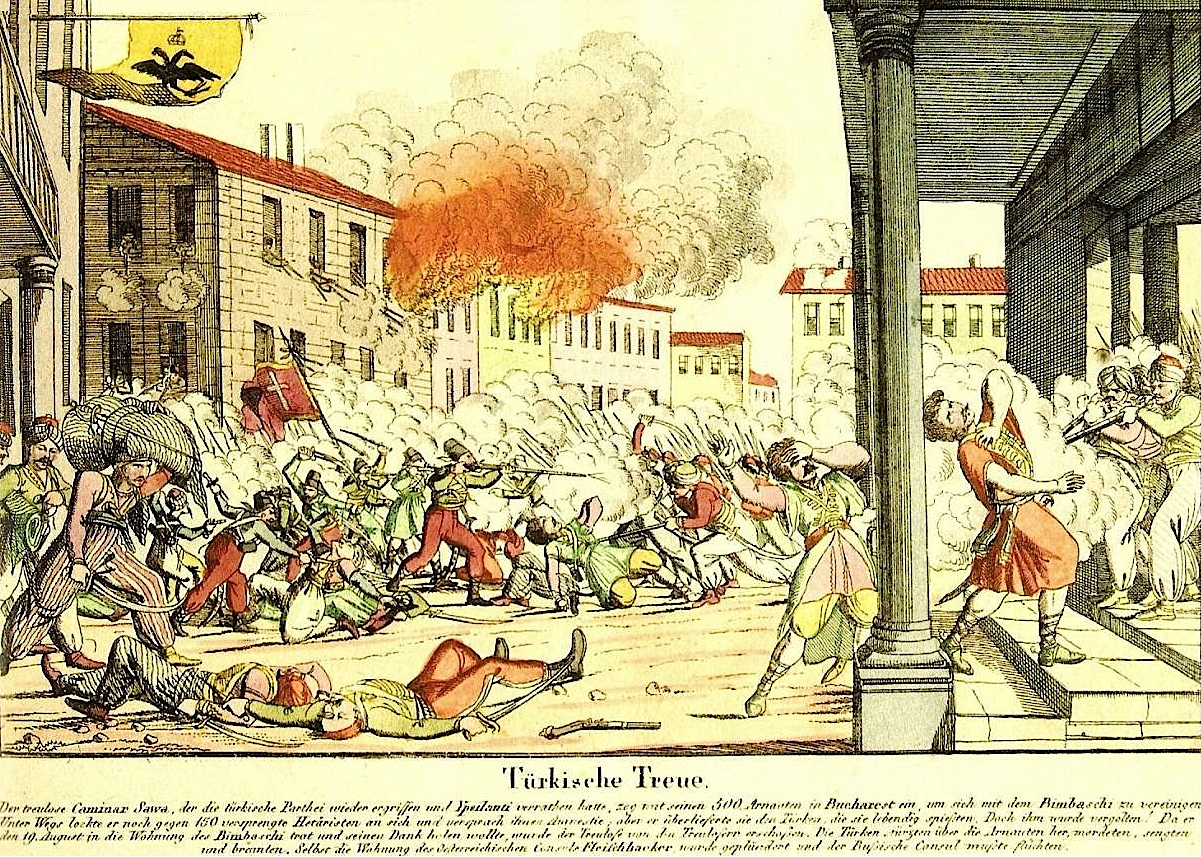
Povstání v Bukurešti roku 1821

Tlak Habsburků a Ruska na osmanská území v jihovýchodní Evropě však nepolevoval. Habsburská monarchie anektovala v roce 1775 severozápadní část Moldávie neboli Bukovinu. V roce 1812 se Ruské impérium zmocnilo východní poloviny Moldávie neboli Besarábie. Roku 1821 vypuklo valašské protiosmanské povstání vedené pandurem Tudorem Vladimirescem. Do značné míry bylo koordinované s povstáním řeckým (zejména s Alexandrosem Ypsilantim) a inspirované jím. Povstalci prohráli, ale dosáhli aspoň ukončení vlády fanariotů. Po rusko-turecké válce v letech 1828-1829 donutil Drinopolský mír stále slábnoucí Osmanskou říši udělit Valašsku i Moldávii autonomii.
Revoluční rok 1848 zasáhl i obě knížectví, revoluci zde vedli Mihail Kogălniceanu nebo Nicolae Bălcescu, mj. s požadavkem na spojení obou knížectví. Ruská a osmanská vojska jejich povstání však rozdrtila. V Sedmihradsku se Rumuni naopak postavili proti uherskému povstání. Revoluční vlna nicméně zanechala jedno symbolické dědictví: Byli to právě valašští revolucionáři z roku 1848, kteří jako první začali užívat modro-žluto-červenou vlajku.

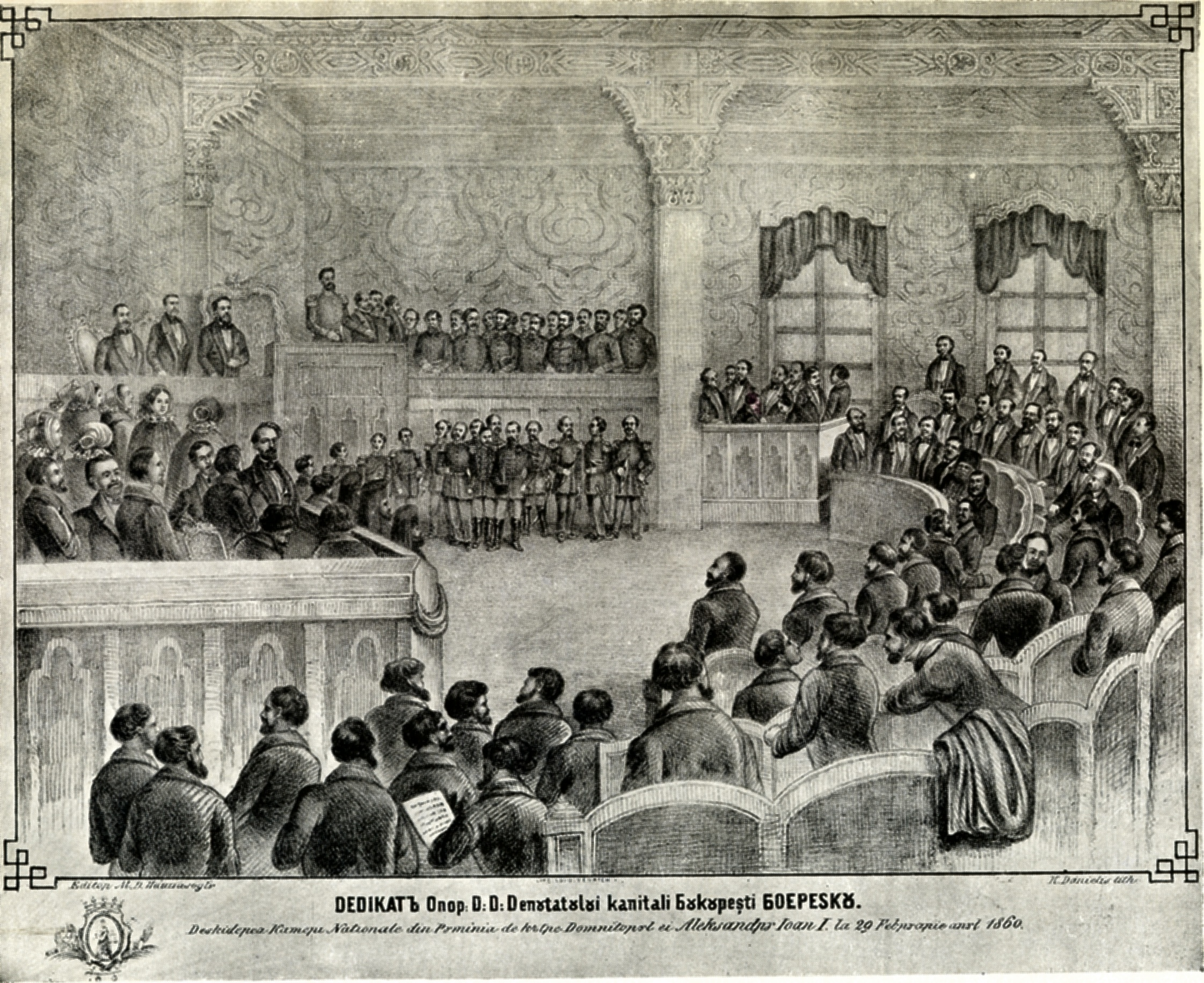
První schůze parlamentu roku 1860

Pařížská mírová smlouva z roku 1856, která ukončovala Krymskou válku, dala obě knížectví pod patronát západních velmocí. Lidovému hnutí za sjednocení tyto velmoci nehodlaly bránit, a tak se v roce 1859 obě knížectví sjednotila a vznikla tzv. Spojená knížectví. Prvním knížetem byl zvolen Alexandr Ioan Cuza. Roku 1862 stát přijal název Rumunsko. Velmoci nezávislost státu plně uznaly na Berlínské konferenci roku 1878, po porážce Osmanů v další rusko-turecké válce, ve které Rumuni bojovali na straně Ruska. Od roku 1881 bylo Rumunsko královstvím, prvním králem byl Karel I. Rumunský. V Sedmihradsku v té době, po rakousko-uherském vyrovnání, rumunští politici museli čelit maďarizačním snahám. 

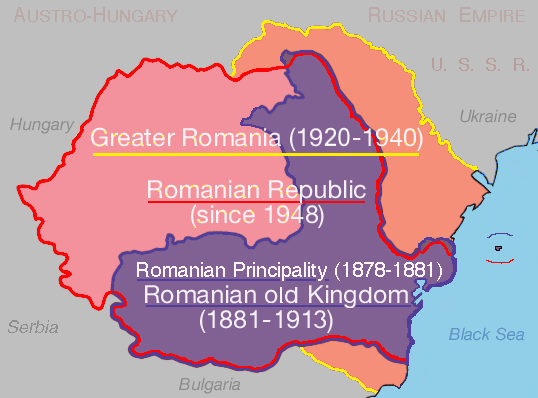
Územní vývoj nezávislého Rumunska. Fialovou barvou Rumunské království 1881–1918; Velkému Rumunsku (1918–1940) náležela veškerá vyznačená území; v červených hranicích současné Rumunsko

Rumunsko odebralo Bulharsku ve druhé balkánské válce v roce 1913 jižní Dobrudžu. Strach z bulharské odvety také rozhodl o tom, že Rumunsko roku 1916 vstoupilo do první světové války na straně Dohody, a to navzdory tomu, že král Ferdinand I. Rumunský pocházel z německého rodu Hohenzollernů a dlouhodobě se snažil vyjednávat tajné spojenectví s ústředními mocnostmi. Po první světové válce se Rumunsko rozšířilo o území patřící Uhersku a carskému Rusku – Sedmihradsko, Bukovinu a Besarábii, čímž vzniklo tzv. Velké Rumunsko. Roku 1919 Rumunsko vojensky zakročilo proti Maďarské republice rad a rumunská vojska obsadila Budapešť. Rumunsko bylo roku 1920 signatářem Trianonské smlouvy, která připravila Maďarsko o velkou část území. V meziválečném období bylo Rumunské království součástí Malé dohody. Úzce spolupracovalo s Československem a Jugoslávií proti nárůstu maďarského vlivu.

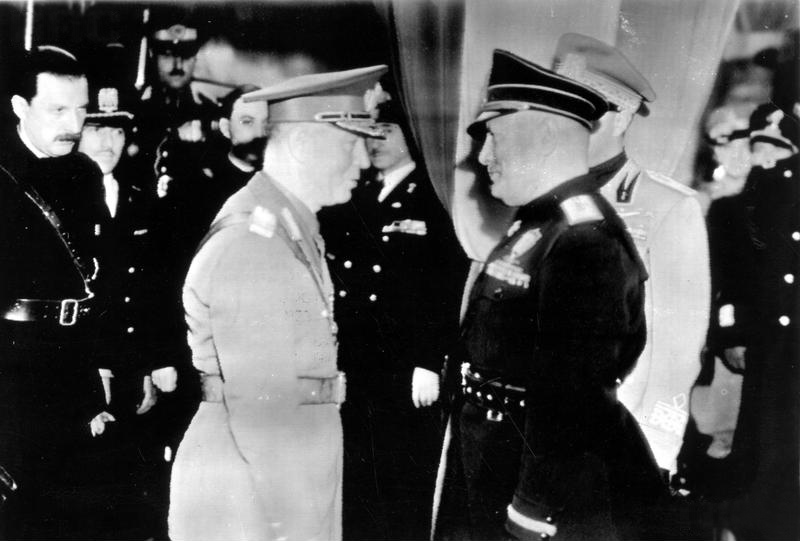
Ion Antonescu (vlevo) s Mussolinim

Ve druhé světové válce Rumunsko bojovalo po boku Třetí říše. Rumuni přišli za druhé vídeňské arbitráže o severní Sedmihradsko, které bylo přiděleno expandujícímu Maďarsku. Pod německým tlakem byla Bulharsku předána Jižní Dobrudža. Roku 1940 okupoval Sovětský svaz Severní Bukovinu a Besarábii. V zemi měl v tehdejší době největší vliv maršál Ion Antonescu. Po napadení SSSR Německem v roce 1941 získali Rumuni území zpět. Rumunské jednotky se během sovětského tažení dopustily masakru v Oděse a účastnily se vítězné bitvy o Sevastopol, utrpěly ale těžké ztráty v bitvě u Stalingradu. Roku 1944 proběhl státní převrat a zbytek války bojovalo Rumunsko po boku Rudé armády. Rumunská armáda se výrazně podílela na osvobození Československa v roce 1945. Osvobodila zhruba třetinu Slovenska a polovinu Moravy včetně měst jako Uherské Hradiště, Kroměříž či Přerov. Po válce byla Rumunsku opět odňata Besarábie a připojena k Sovětskému svazu, bylo ale získáno zpět Maďary okupované severní Sedmihradsko.

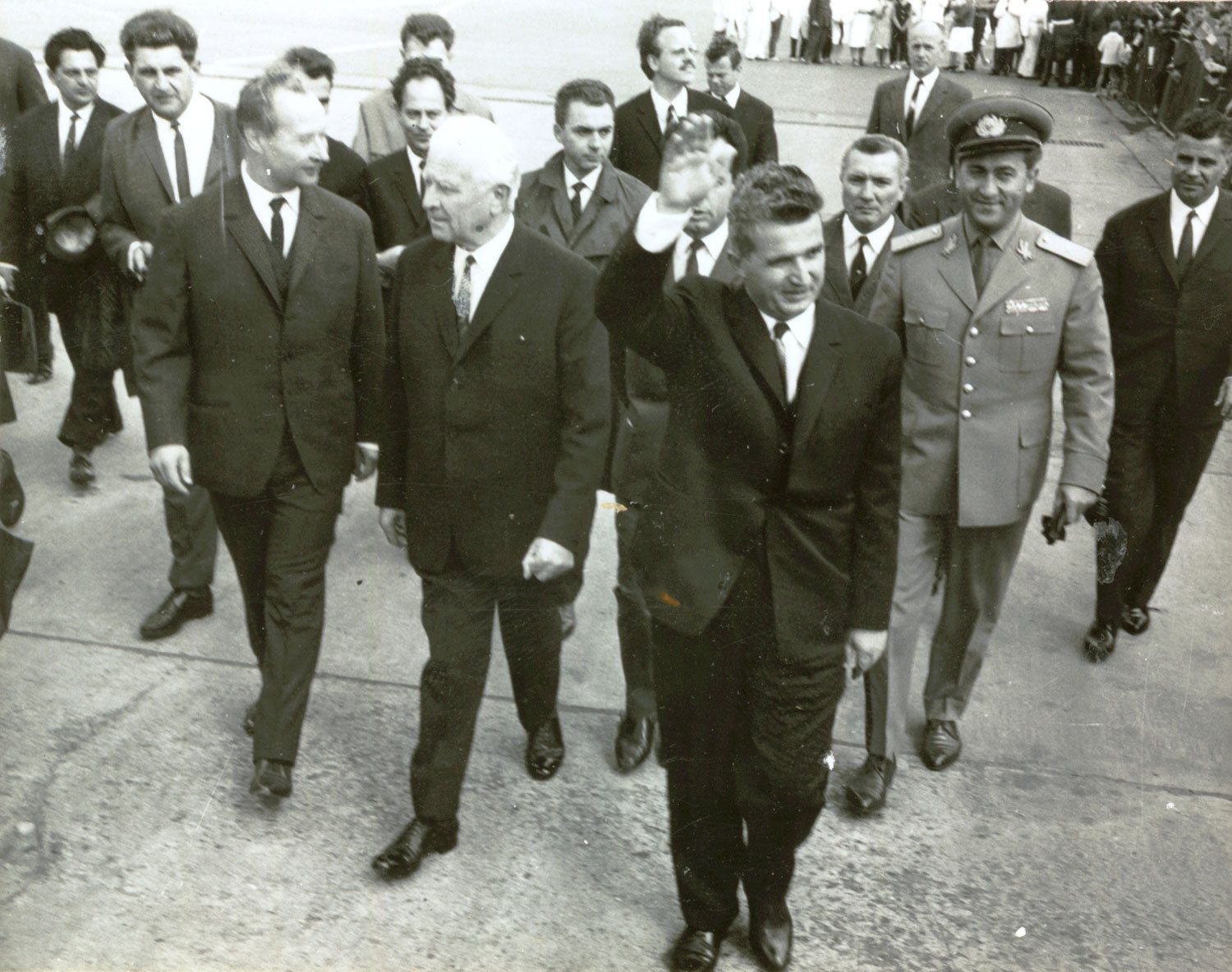
Nicolae Ceaușescu v Československu roku 1968

V roce 1947 byl král Michal I. Rumunský nucen abdikovat a odejít ze země. Rumunsko se stalo republikou a součástí komunistického východního bloku. Zahájily se rozsáhlé projekty na industrializaci chudé zemědělské země, potřebné technologie byly zajišťovány hlavně ze západní Evropy (např. Francie). V zemi pokročily mnohé velkolepé projekty, jako například rozvoj jaderné energetiky, výstavba vodních kanálů, či přehrada Železná vrata na Dunaji. I přesto se ale nepodařilo situaci radikálně změnit a Rumunsko se zařadilo mezi ty nejchudší země RVHP, kam patřilo víceméně až do konce 80. let. 
Rumunsko bylo jednou z mála komunistických zemí, která dokázala prosazovat do jisté míry politiku nezávislou na Moskvě. Poměrně úzká byla spolupráce s Francií. Země se neúčastnila některých akcí východního bloku, jakými byla například invaze vojsk Varšavské smlouvy do Československa v roce 1968, přerušení styků s Izraelem po šestidenní válce nebo bojkot olympijských her v Los Angeles v roce 1984.
Diktátor Nicolae Ceaușescu, který zemi po léta vládl tvrdou rukou (zejména od prudké změny kurzu v roce 1971), byl svržen v roce 1989, odsouzen polním soudem a následně zastřelen i se svou manželkou. Rumunská revoluce byla nejnásilnější ze všech protikomunistických převratů ve střední a východní Evropě v roce 1989. V prvních demokratických volbách roku 1990 triumfovala se ziskem 66 procent hlasů Fronta národní spásy pod vedením Iona Iliesca. Násilí se ovšem vrátilo brzy – při studentských i hornických nepokojích.
Nově nabytá svoboda otevřela staronové a problematické otázky. K těm patřilo jak soužití se zhruba milionovou maďarskou menšinou, tak integrace do Evropy a ekonomická situace. Rumunsko se propadlo velmi rychle do problémů ve všech těchto oblastech. Začaly národnostní nepokoje, měna se destabilizovala a mnohé země střední Evropy se k integrované části kontinentu přibližovaly mnohem rychleji než Rumunsko. Teprve po roce 2000 se podařilo rozvoj odblokovat. Roku 2004 vstoupila země do NATO a roku 2007 společně s Bulharskem do Evropské unie.
Vstup do EU znamenal průlom a Rumunsko začalo dosahovat nejvyššího hospodářského růstu v Evropě. Začalo se dokonce hovořit o „východoevropském tygru“. Tento růst byl pozastaven ekonomickou a politickou krizí roku 2012, která vyvrcholila dokonce pohrůžkou vyloučení z Evropské unie. Ale v roce 2013 se podařilo masivní růst obnovit. To vedlo k velkému zlepšení životní úrovně. Nezabránilo to nicméně mohutné vlně odchodu tisíců Rumunů z vlasti, již umožnily nově otevřené hranice. Mnoho Rumunů emigrovalo do západní Evropy, zvláště velké komunity se vytvořily v Itálii, Německu a Španělsku. V roce 2016 se rumunská diaspora odhadovala na více než 3,6 milionu lidí, což je pátá největší emigrantská populace na světě.

## Státní symboly

### Vlajka
Rumunská vlajka je tvořena listem o poměru stran 2:3 se třemi svislými pruhy: tmavomodrým, žlutým a červeným.
V roce 1989 byl z rumunské vlajky odstraněn socialistický znak a vlajka se tak stala, až na odstín modrého pruhu, shodná s čadskou. Tento problém přednesl Čad v OSN již v roce 1989.

### Znak
Rumunský státní znak je tvořen heraldicky vpravo hledící zlatou orlicí na modrém štítu, korunovanou rumunskou královskou korunou, s červenou zbrojí, držící v zobáku zlatý kříž, v pravém spáru stříbrný meč se zlatým jílcem, v levém stříbrný palcát.

### Hymna
Rumunská hymna je píseň Deșteaptă-te, române! (česky Probuď se, Rumune!). Hudbu složil básník, etnograf a skladatel Anton Pann. Slova napsal básník, novinář a překladatel Andrei Mureșanu.

## Geografie

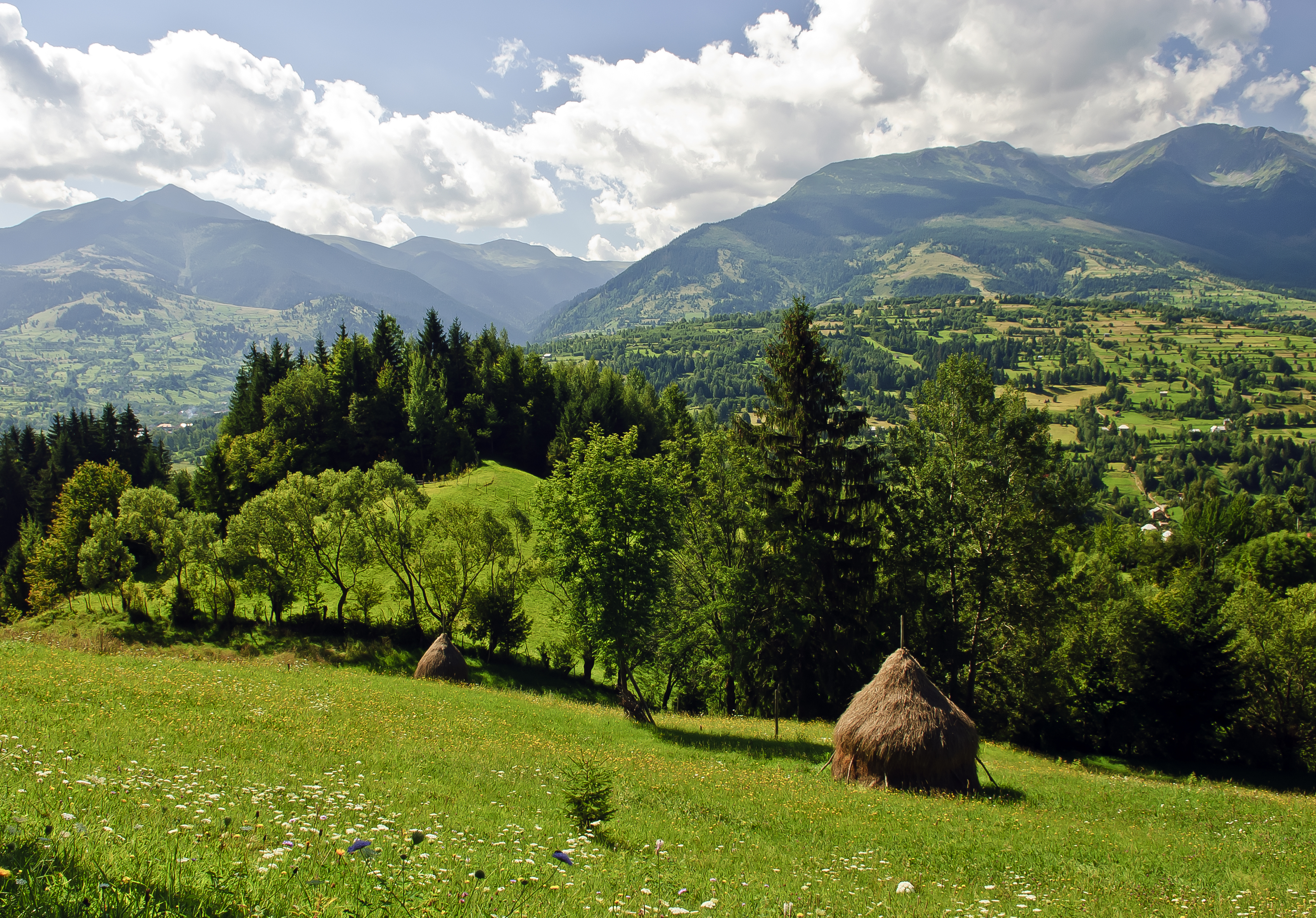
Pohoří Rodna v Karpatech (župa Maramureš)

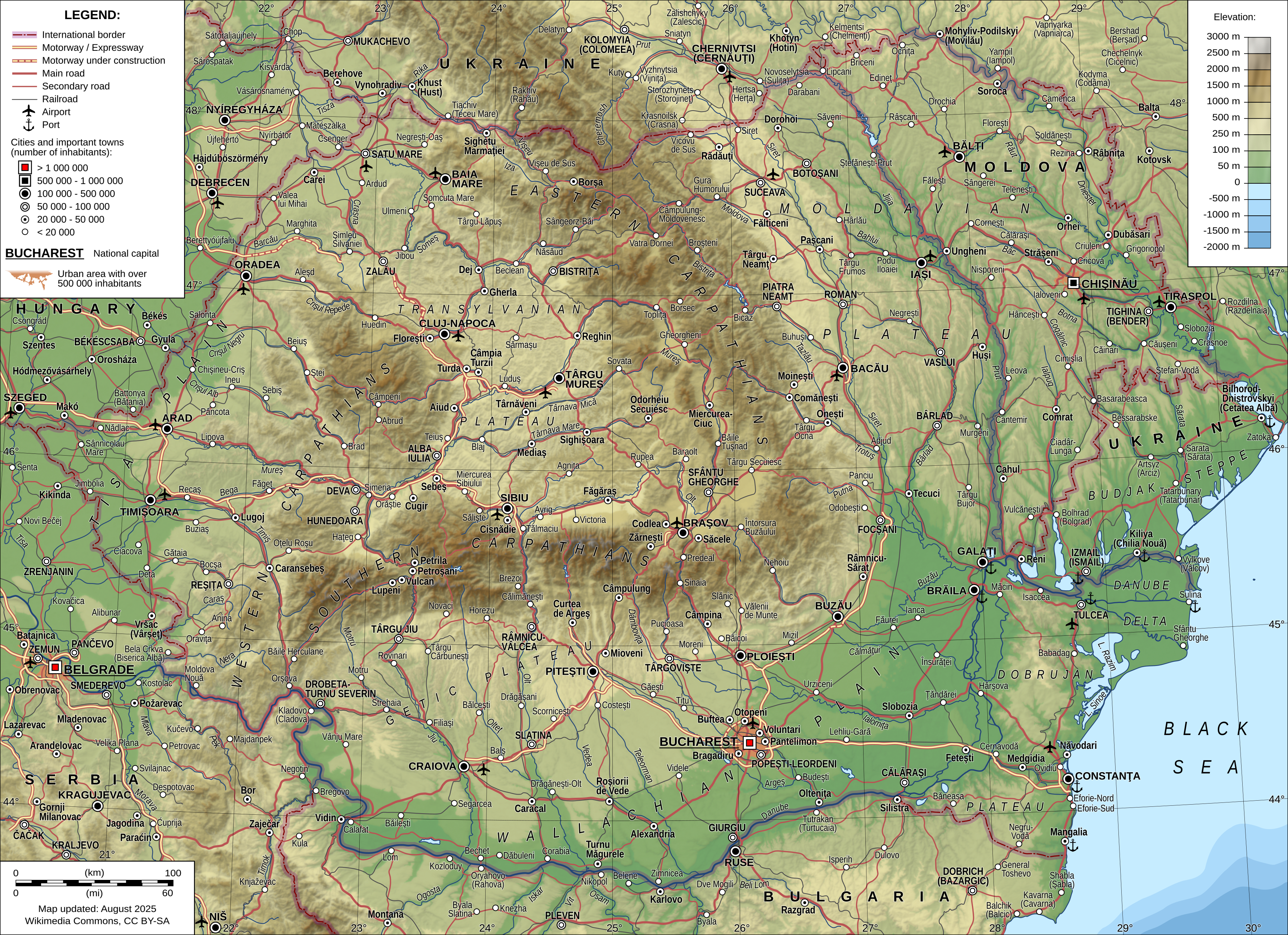
Topografie Rumunska

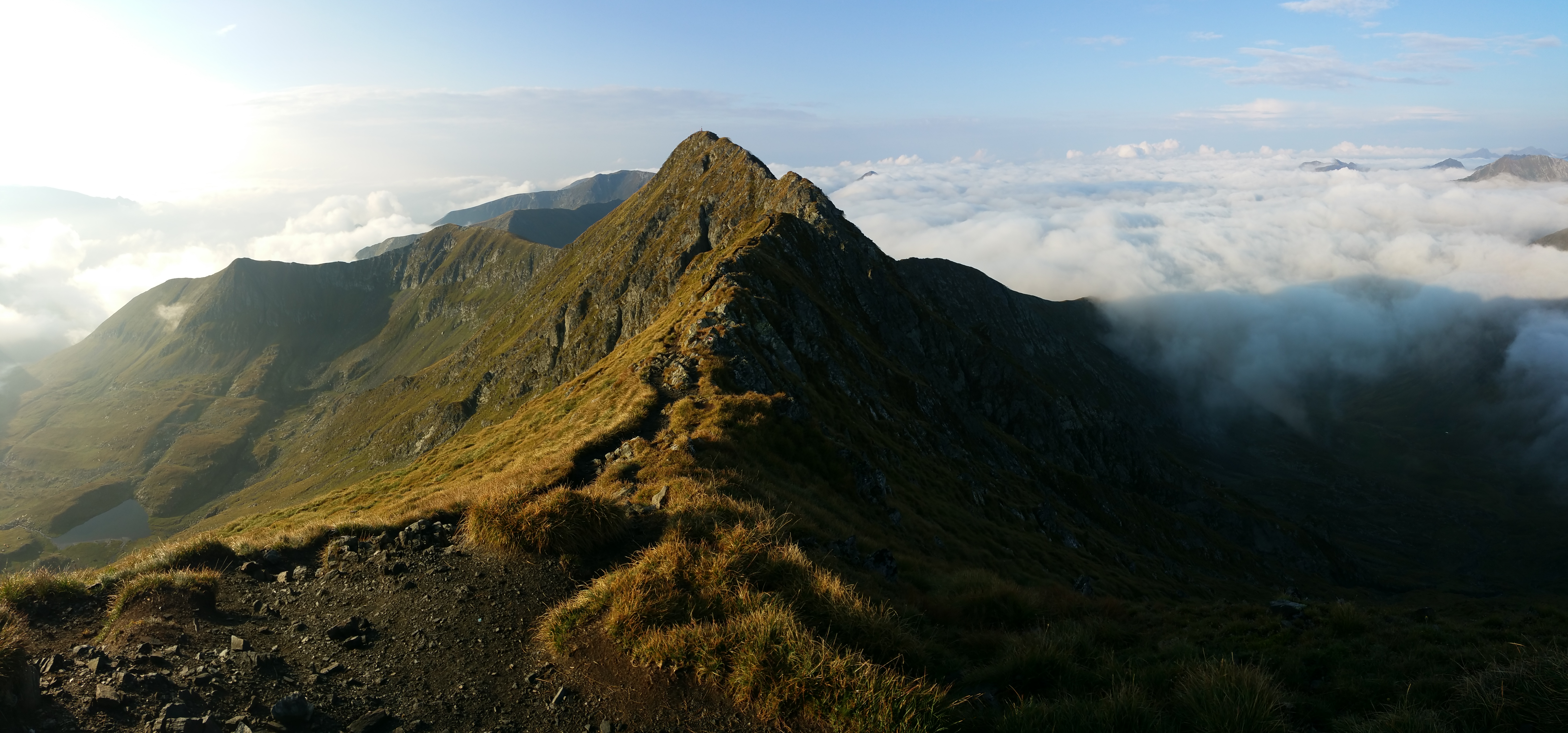
Moldoveanu

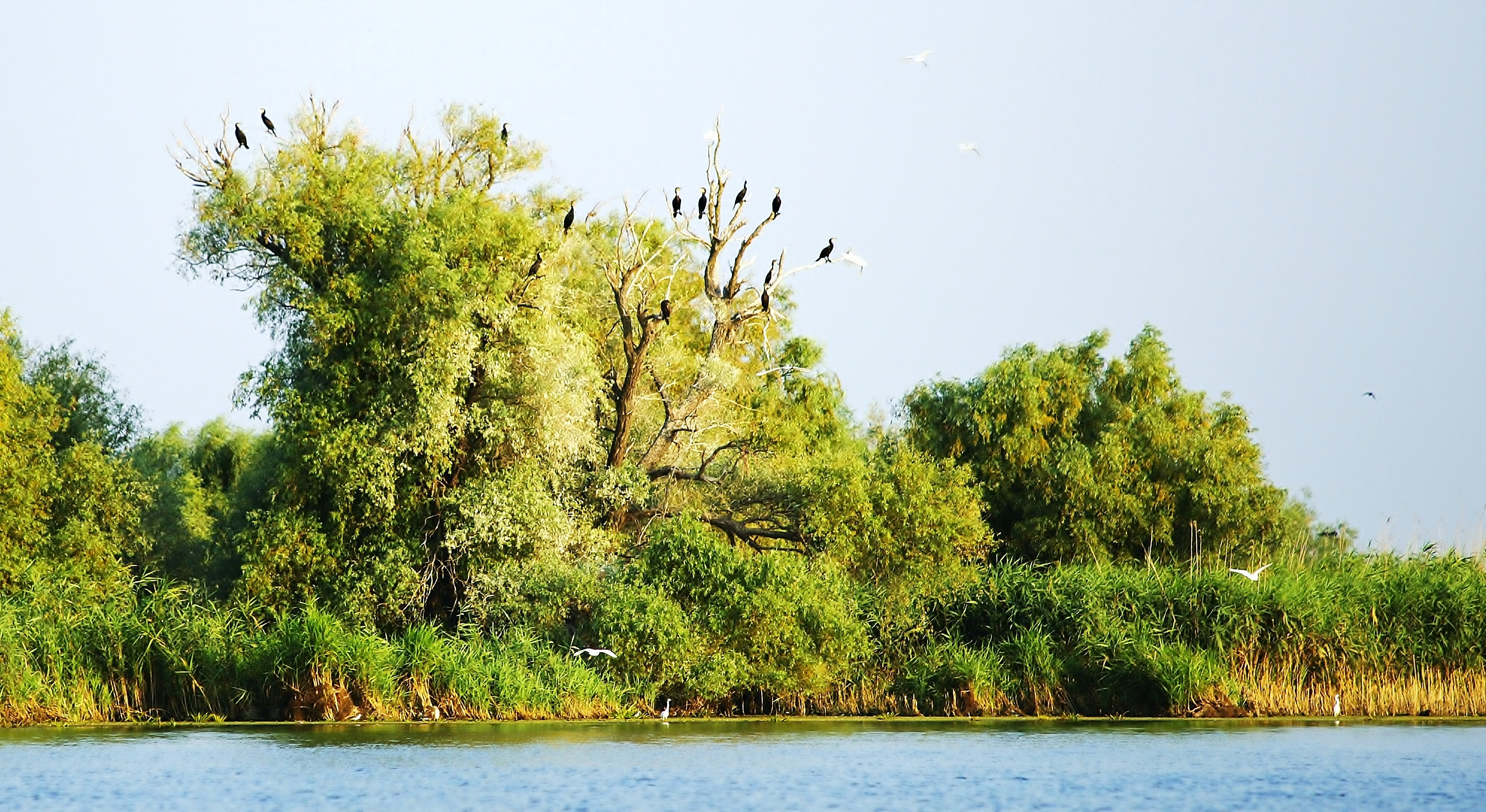
Dunajská delta v Rumunsku

S rozlohou 238 391 km² je Rumunsko největší zemí v jihovýchodní Evropě, třikrát větší než Česká republika. Je osmou největší zemí Evropské unie a zabírá 5,4 % její rozlohy. Dunaj, největší rumunská řeka, tvoří jižní hranici se Srbskem a Bulharskem. Hranici s Moldavskem vymezuje řeka Prut, která se vlévá do Dunaje. Dunaj se vlévá do Černého moře a na rumunském území vytváří deltu Dunaje, druhou největší a nejlépe zachovalou deltu a biosférickou rezervaci v Evropě. Lze v ní nalézt 1688 druhů rostlin. Je zapsána i na seznamu Světového přírodního dědictví UNESCO a je také jedním ze 13 rumunských národních parků. Chráněných oblastí je v zemi asi 10 000 km². Pro Rumunsko je typická zachovalost původní přírody, přičemž asi 47 % půdní plochy země je pokryto přírodními a polopřírodními ekosystémy. Rumunsko má jednu z největších oblastí původních lesů v Evropě, pokrývá téměř 27 % území.
V Rumunsku roste 3 700 druhů rostlin a žije zde 33 792 druhů zvířat, z toho 33 085 bezobratlých a 707 obratlovců, mezi nimi téměř 400 druhů savců, ptáků, plazů a obojživelníků, včetně asi 50 % evropských medvědů hnědých (nepočítaje Rusko) a 20 % evropských vlků.
Střed Rumunska je hornatý, dominují mu Karpaty. Nejvyšší hora, Moldoveanu, dosahuje výšky 2 544 m n. m. Na západě se také rozkládá pohoří Munții Apuseni. Pohraniční oblasti jsou tvořeny nížinami: Panonská pánev na západě, Valašská nížina na jihu a rovina kolem řeky Prut na východě.
Rumunsko má mírné a kontinentální klima. Průměrná roční teplota na jihu je 11 °C, na severu 8 °C. V létě dosahují průměrné teploty v Bukurešti 28 °C, v jižních částech země 35 °C. V zimě je průměrná teplota 2 °C. Existují některé regionální rozdíly: v západních částech, jako je Banát, je klima mírnější a s některými středomořskými vlivy. Přímořská Dobrudža má klima ovlivněné především Černým mořem.
Největšími městy jsou (v závorkách počet obyvatel podle sčítání lidu z roku 2011): Bukurešť (1 883 425), Kluž (324 576), Temešvár (319 279), Jasy (290 422), Constanța (283 872), Craiova (269 506), Brašov (253 200), Galați (249 342) a Ploješť (209 945).

## Politika

Nicușor Dan, od roku 2025 současný rumunský prezident.

Zákonodárná moc je v Rumunsku rozdělena mezi Senát a Poslaneckou sněmovnu, takzvanou Camera Deputaților. Senát má 137 členů, Poslanecká sněmovna 334. Členové obou komor jsou voleni ve všeobecných volbách konajících se jednou za čtyři roky. Parlament sídlí v Paláci Parlamentu, obřím komplexu z Ceaușescových časů, objemově třetí největší stavbě světa.
Rumunský politický systém je označován jako poloprezidentský. Prezident, nejvyšší představitel moci výkonné, je volen přímo, a to jednou za pět let (do roku 2004 jednou za 4 roky). Prezident jmenuje ministerského předsedu. Ten je hlavou vlády, která se nazývá Rada ministrů. Současným prezidentem Rumunska je Nicușor Dan, ve funkci premiéra je Ilie Bolojan.
Ústava Rumunska je založena na ústavě páté francouzské republiky (s Francií pojily Rumunsko vždy četné vazby, založené na jazykové příbuznosti) a byla schválena v národním referendu 8. prosince 1991. Také rumunský soudní systém je silně ovlivněn francouzským modelem a spadá tedy spíše do tradice kontinentálního evropského práva. Ústavnost hlídá Ústavní soud (Curtea Constituţională). Ústava může být změněna pouze prostřednictvím referenda, poslanci tak učinit nemohou.

### Zahraniční vztahy

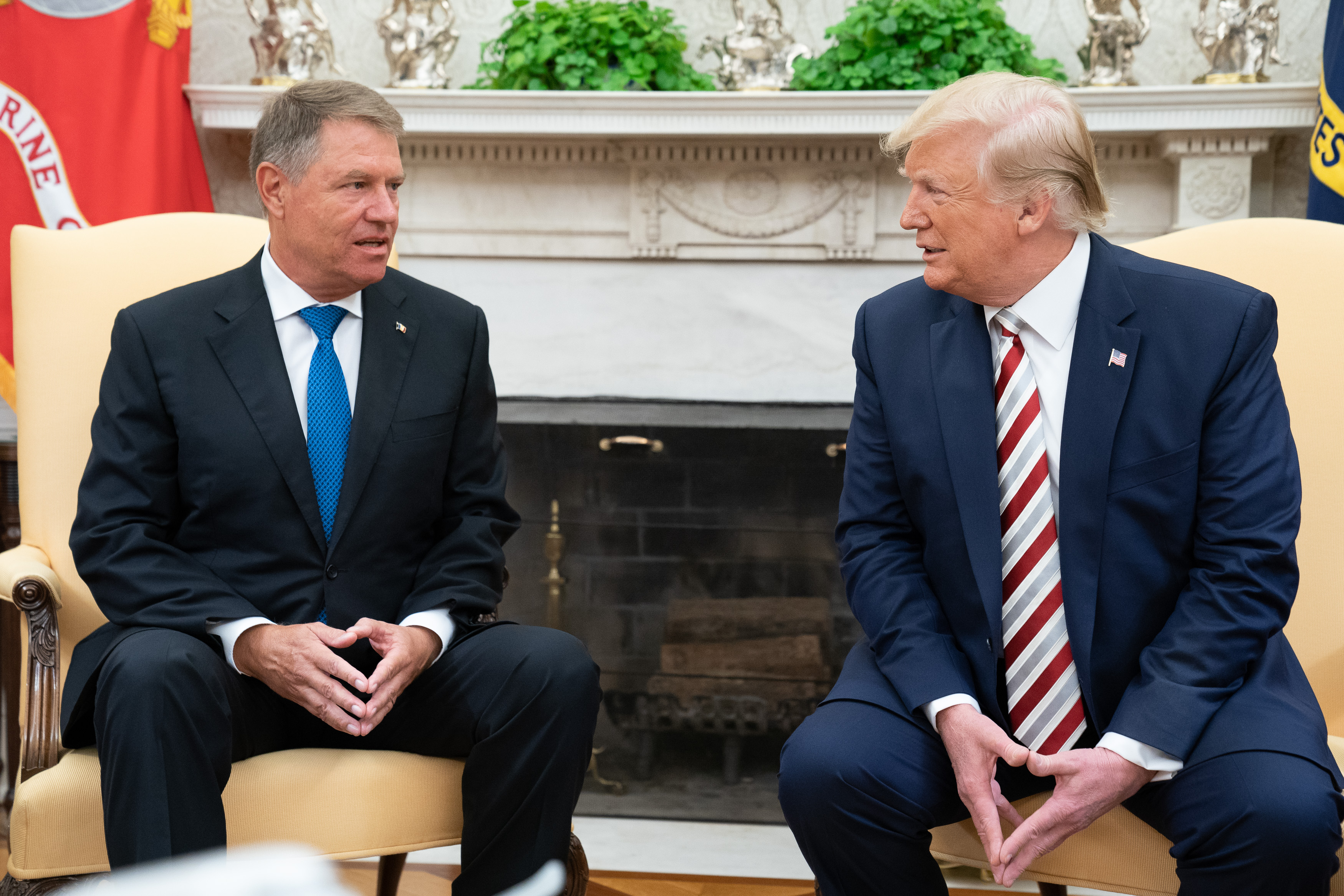
Klaus Iohannis a Donald Trump roku 2019

Od roku 1991 se Rumunsko soudí s Čadem o podobu státní vlajky. Předmětem sporu s Ukrajinou byl zase dlouho Zmijí ostrov v Černém moři.
Rumunsko se 1. ledna 2007 rozhodlo, že vstoupí do schengenského prostoru, Evropský parlament vstup schválil v červnu 2011, ale Rada EU ho v září 2011 zamítla. Vstoupilo do něj v březnu 2024.
Rumunsko má silné historické vazby k Moldavsku, někteří rumunští politici dokonce bojují o spojení obou zemí, toto hnutí bylo silné zejména v 90. letech. Silné geopolitické vazby si vytvořilo Rumunsko v posledních letech s Ukrajinou a Gruzií. Podporuje jejich zapojení do evropských struktur. Podobně Rumunsko podporuje vstup Turecka do Evropské unie. Navzdory komplikovaným vztahům z minulosti a velké maďarské menšině si Rumunsko vyvinulo rovněž silné vztahy s Maďarskem. Klíčové bezpečnostní vazby má však se Spojenými státy americkými. V prosinci 2005 prezident Traian Băsescu a americká ministryně zahraničí Condoleezza Riceová podepsali dohodu, která umožňuje vojenskou přítomnost USA v Rumunsku, především ve východní části země. V roce 2020 byla americká vojenská přítomnost v Rumunsku významně posílena.

### Ozbrojené síly

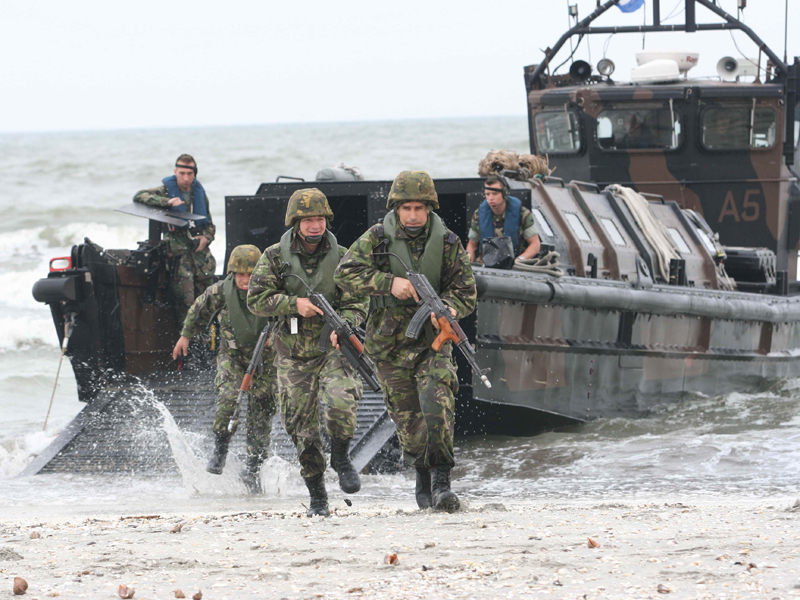
Rumunští mariňáci

Rumunská armáda má v současnosti 90 000 profesionálně vycvičených vojáků, z nichž 75 000 je vojenský personál a 15 000 jsou civilisté. Z 90 000 vojáků je 60 000 aktivních, zatímco zbytek vojáků patří do armádních záloh. Rozpočet armády je asi 1,8 miliard eur (tj. asi 1,33 % rumunského HDP).[zdroj?]
Rumunsko se zapojilo do mezinárodní vojenské koalice, jež v roce 2002 vstoupila do Afghánistánu. Jeho zapojení kulminovalo v roce 2010, kdy dosáhlo 1600 vojáků. Afghánskou misi ukončilo v roce 2014. Rumunské jednotky se podílely i na válce v Iráku, kde dosáhly vrcholu 730 vojáků. Rumunsko misi v Iráku ukončilo v roce 2009, bylo mezi posledními zeměmi, které tak učinily. Rumunská fregata krále Ferdinanda se účastnila i vojenské intervence v Libyi v roce 2011.

### Administrativní rozdělení
Území Rumunska se dělí na 41 administrativních jednotek (žup) a hlavní město Bukurešť.

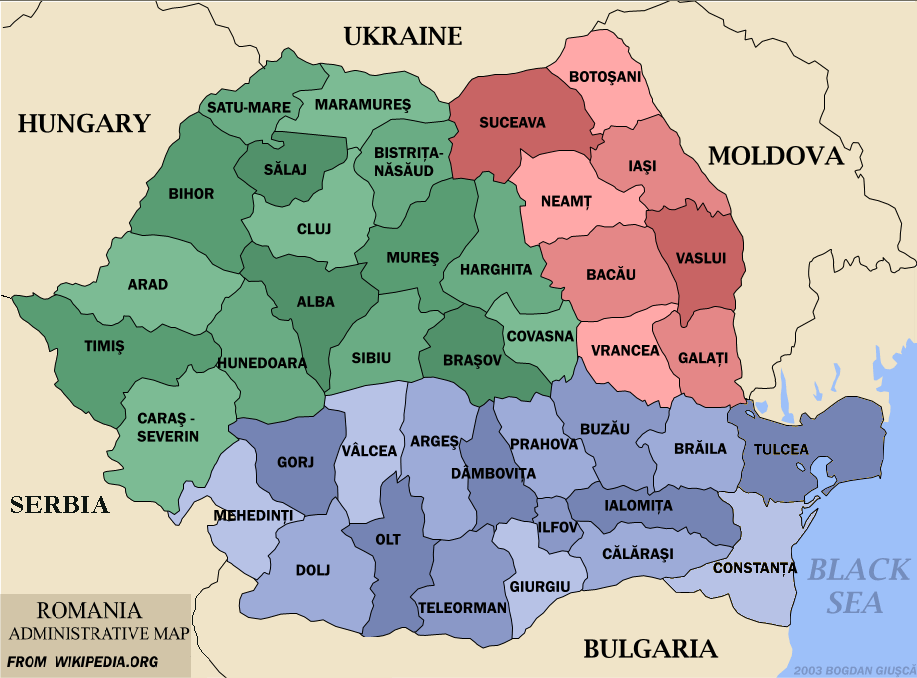
Rumunské župy

- Alba
- Arad
- Argeș
- Bacău
- Bihor
- Bistrița-Năsăud
- Botoșani
- Brašov
- Brăila
- Buzău
- Caraș-Severin
- Călărași
- Constanța
- Covasna
- Dâmbovița
- Dolj
- Galați
- Giurgiu
- Gorj
- Harghita
- Hunedoara
- Ialomița
- Iași
- Ilfov
- Kluž
- Maramureş
- Mehedinţi
- Mureș
- Neamț
- Olt
- Prahova
- Satu Mare
- Sălaj
- Sibiu
- Suceava
- Teleorman
- Timiş
- Tulcea
- Vaslui
- Vâlcea
- Vrancea

## Ekonomika

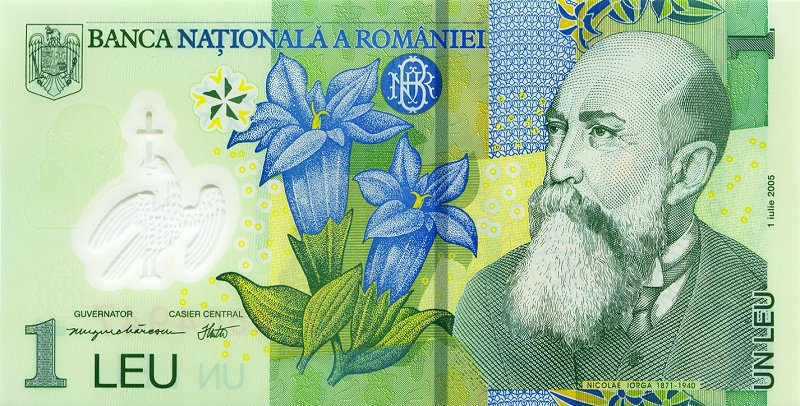
Rumunský lei

Rumunsko bylo jednou z chudších zemí RVHP a dodnes se řadí k méně rozvinutým zemím Evropy. Mezi zeměmi Evropské unie je jeho HDP na obyvatele třetí nejnižší, po Bulharsku a Chorvatsku. Může za to především dlouholetá autoritativní vláda Nicolae Ceaușesca, která naprosto znemožnila rozvoj rumunské ekonomiky.

Rumunský HDP v roce 2007 (rok vstupu Rumunska do EU) činil 41% průměru EU. V roce 2017 to již bylo 63% průměru EU, čímž se Rumunsko stalo jednou z nejrychleji se rozvíjejících ekonomik Evropy. Prudce roste zejména vývoz (např. o 13% v roce 2010). 22 % rumunského vývozu míří do Německa, 12 % do Itálie a 7 % do Francie, podobnou strukturu má dovoz: 21 % je z Německa, 10 % z Itálie a 7 % z Maďarska. Rumunsko má však stále jednu z nejnižších průměrných měsíčních mezd v EU (540 eur v roce 2016). Od reforem v roce 2005 má Rumunsko jedny z nejnižších daňových sazeb v EU.

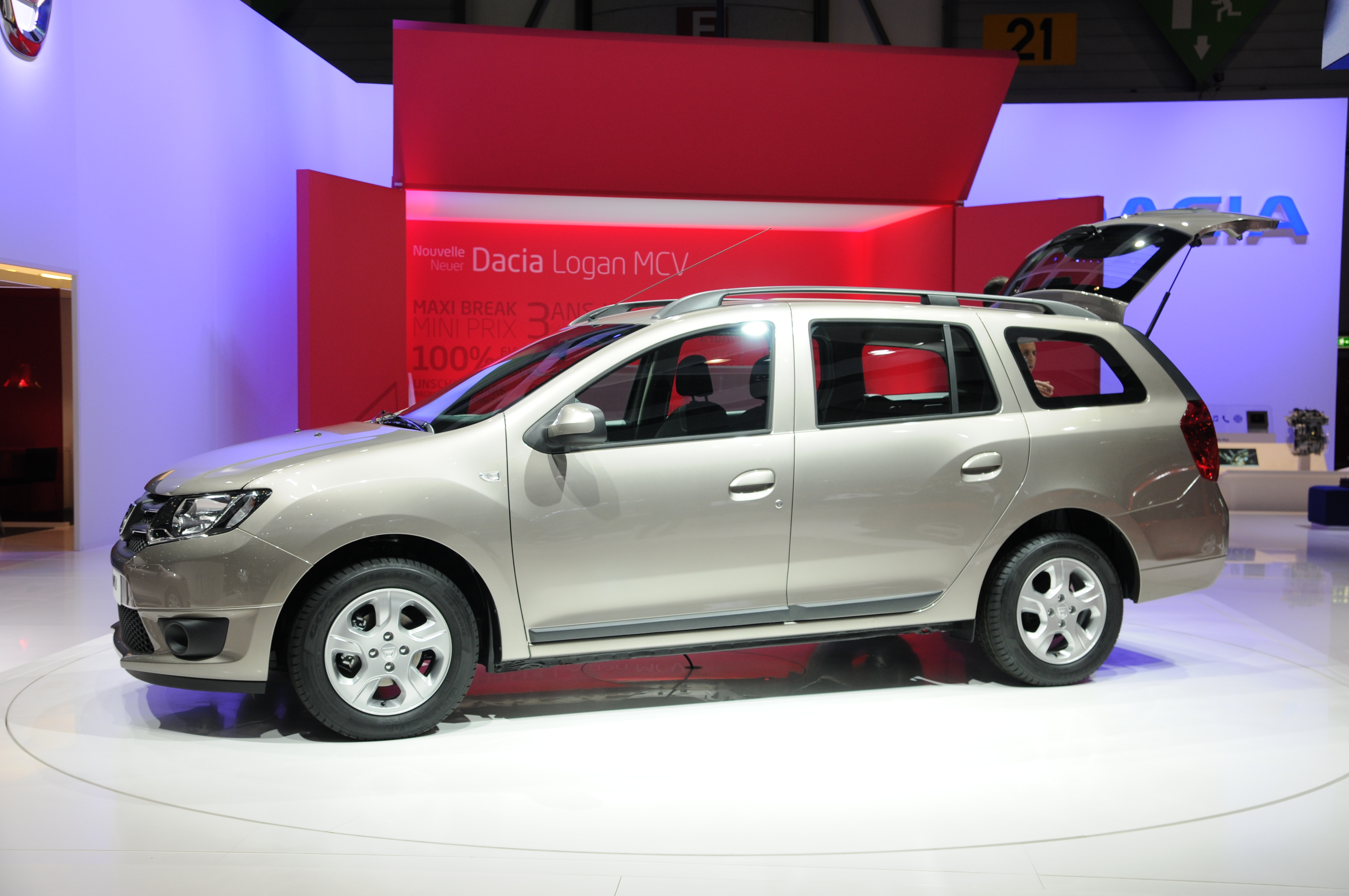
Automobil Dacia Logan (2013)

Největší rumunskou firmou je petrochemická společnost Petrom, součást rakouského koncernu OMV. Významná je pro rumunskou ekonomiku výroba aut značky Dacia, která je součástí francouzského koncernu Renault. V minulosti se v Rumunsku vyráběla též terénní vozidla, avšak automobilka ARO, jež je vyráběla, již zanikla. Strojírenskému průmyslu pomáhá rumunské hutnictví – nicméně zásoby rumunského nerostného bohatství nejsou zcela využity. K současným nejvíce se rozvíjejícím firmám patří antivirová společnost Bitdefender či soukromé letecké společnosti Blue Air a Carpatair. Podíl průmyslu na rumunském hospodářství činí 25,7 %. Nicméně ještě v roce 2006 bylo 30% rumunské populace zaměstnáno v zemědělství, což je jedna z nejvyšších úrovní v Evropě. Rumunsko je pro zemědělství vhodné – ve Valašské nížině se pěstují plodiny jako pšenice, slunečnice, kukuřice, brambory, zelenina či ovoce. Z živočišné výroby je významný chov vepřů, ovcí, skotu či koní.

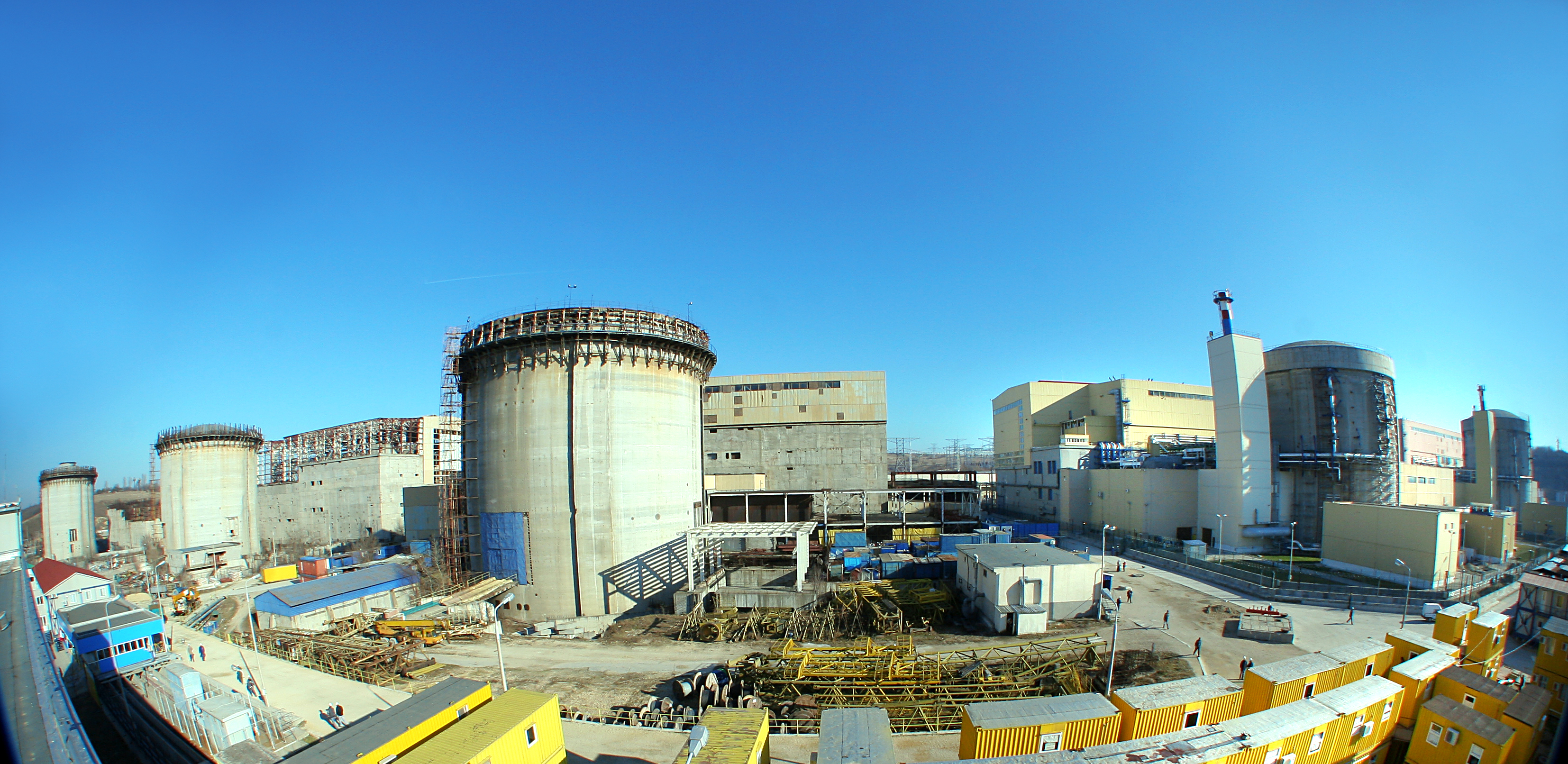
Jaderná elektrárna Cernavodă

Rumunsko je čistým vývozcem elektrické energie a je 52. na světě z hlediska spotřeby elektrické energie. Zhruba třetina vyrobené energie pochází z obnovitelných zdrojů, většinou z vodních elektráren. V roce 2015 byly hlavními energetickými zdroji uhlí (28%), voda (30%), jádro (18%) a uhlovodíky (14%). Jedinou jadernou elektrárnou je Jaderná elektrárna Cernavodă. Rumunsko usiluje o její další rozšíření, ve spolupráci se Spojenými státy. Rumunsko má též jednu z největších rafinérských kapacit ve východní Evropě, přestože produkce ropy a zemního plynu setrvale klesá.
Asi 5 % rumunského HDP zajišťuje turistický ruch. V roce 2014 do země přijelo přes 1 900 000 zahraničních turistů. Rumunsko má velký potenciál pro cestovní ruch, turisty lákají především Karpaty, ale vzhledem ke slabé úrovni služeb jsou příjmy z turismu zatím malé.

### Doprava

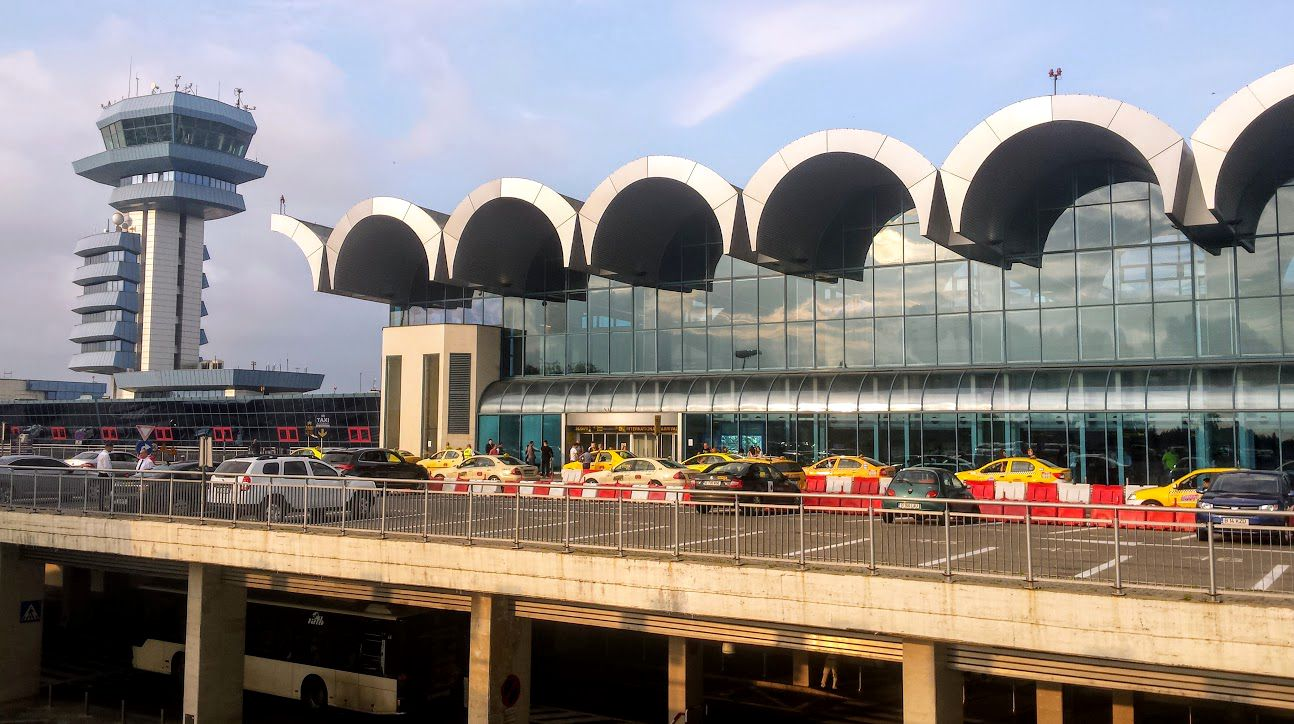
Letiště Bukurešť Henriho Coandy

Podle rumunského Národního statistického ústavu je rumunská silniční síť tvořena 86 080 kilometry silnic (k roku 2015). V roce 2023 byla otevřena klíčová infrastrukturní stavba, 2,2 kilometry dlouhý Brăilský most. Jde o nejdelší most přes Dunaj a třetí nejdelší visutý most v Evropské unii. Propojil rumunské vnitrozemí s přímořskou oblastí Dobrudža.
Světová banka odhaduje rozsah železniční sítě na 22 298 kilometrů tratí, což z ní činí čtvrtou největší železniční síť v Evropě. Rumunská železniční doprava zaznamenala po roce 1989 dramatický pokles ale v důsledku masivní privatizace v roce 2013 došlo k oživení. Zhruba 45 % rumunské železniční dopravy je dnes privatizováno.
Jediným městem v zemi, které má systém podzemní dráhy, tedy metro, je Bukurešť. Bukurešťské metro bylo otevřeno v roce 1979 a jeho kolejová síť měří 61,41 km.
Rumunsko má také šestnáct mezinárodních komerčních letišť. Největším je Letiště Bukurešť Henriho Coandy. V roce 2017 jeho služeb využilo více než 12,8 milionu cestujících.

### Korupce

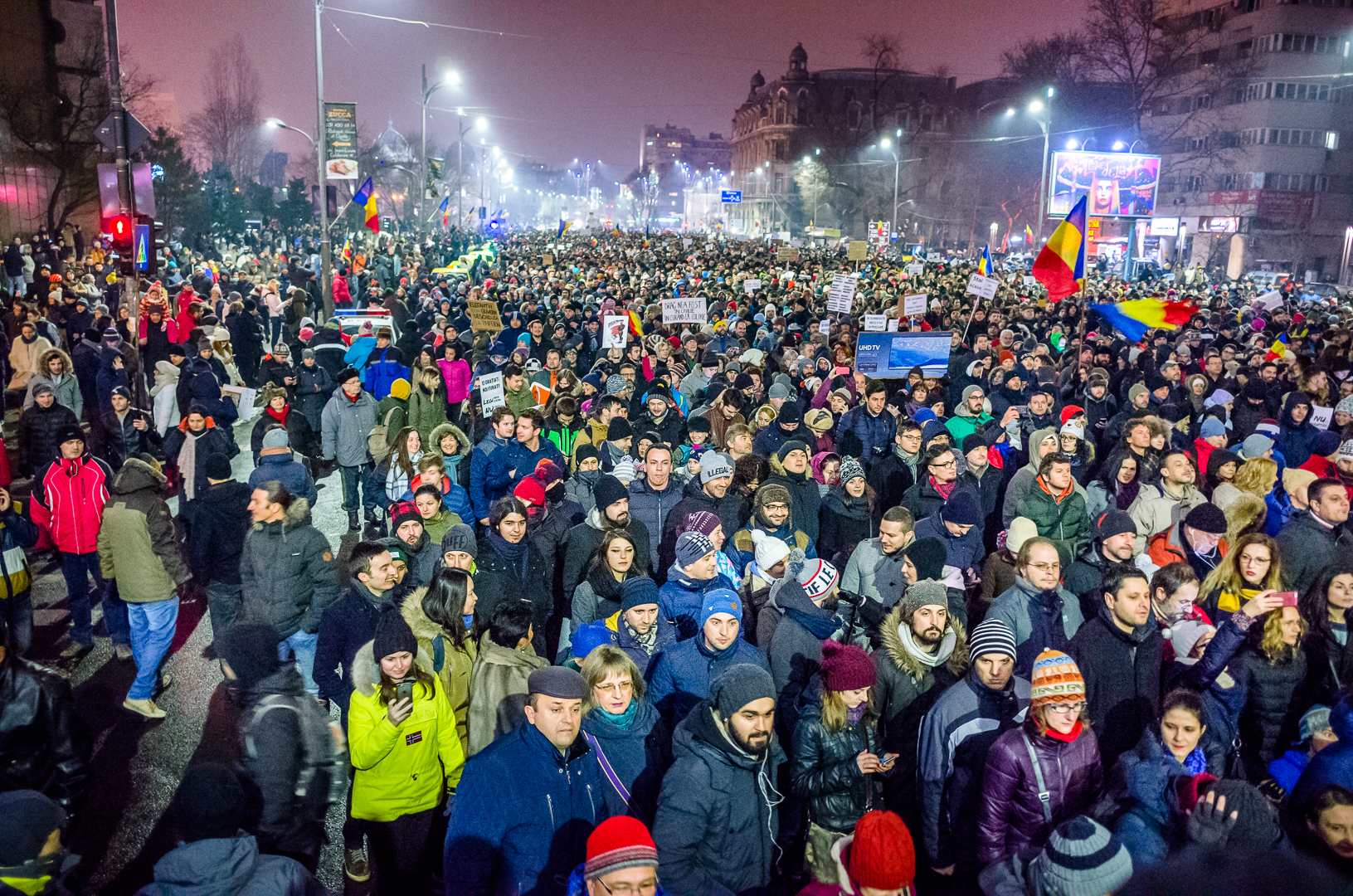
Přes 500 000 lidí demonstrovalo 5. února 2017 proti vládnímu rozhodnutí o beztrestnosti některých korupčních činů.

Rumunsko bylo dlouhodobě kritizováno kvůli vysoké míře korupce, vznikla proto speciální protikorupční prokuratura (DNA). V roce 2015 byl rumunský premiér Victor Ponta obviněn z korupce a praní špinavých peněz a po protestech odstoupil z funkce i s celou svou vládou. Kvůli podezření z korupce v roce 2015 ve funkci skončili i ministr financí nebo předseda Úřadu pro bezúhonnost, který má boj proti korupci za úkol. Před soudem se ocitli i bývalý premiér Adrian Năstase nebo mediální magnát Adrian Sarbu. Speciální prokuratura v letech 2014 až 2016 obžalovala ze zneužití postavení 2000 lidí a škodu v souvislosti s jejich korupčním jednáním vypočítala na 27 miliard korun.
V lednu 2017 vydala rumunská vláda dekret o beztrestnosti některých trestných činů spojených s korupcí, který by poskytl amnestii politikům odsouzeným z korupce. Z korupčního jednání je mimo jiné obviněn i předseda vládní strany Liviu Dragnea. Proti vládnímu nařízení protestovaly statisíce Rumunů a vláda nakonec nařízení v únoru 2017 stáhla.

## Obyvatelstvo

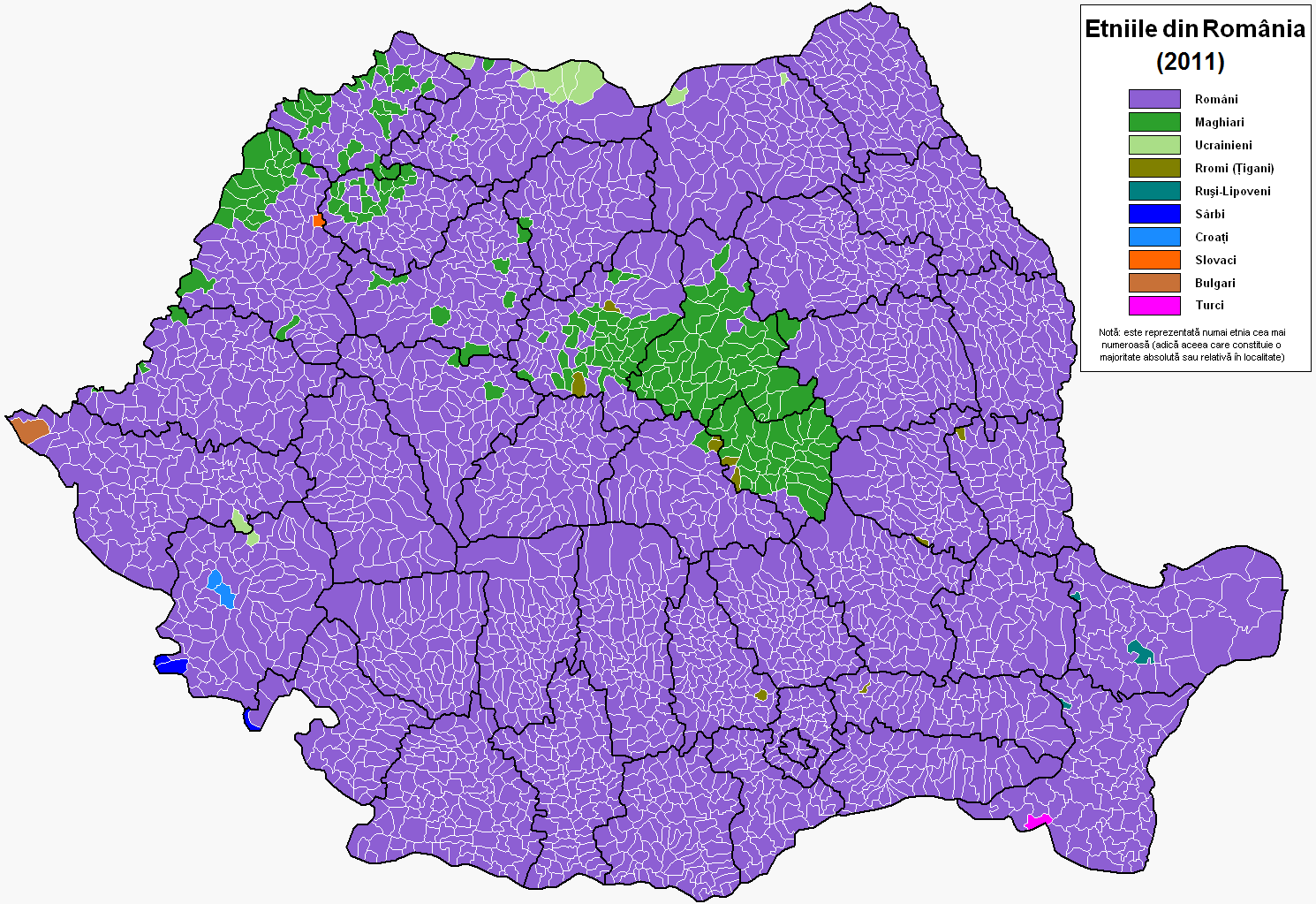
Etnické skupiny v okresech Rumunska v roce 2011.

Podle sčítání lidu z roku 2021 má Rumunsko 19 053 815 obyvatel. V posledních letech se ovšem potýká s odchodem mladých lidí do zahraničí. V letech 2008–2018 odešlo z Rumunska 3,4 milionu lidí, což je rekord v Evropské unii. Z lidí v produktivním věku odešla celá pětina. Navíc i porodnost patří k nejnižším na světě, 1,33 dětí na ženu, takže se v příštích letech očekává pokles populace. Průměrná délka života je 74,9 let (k roku 2015). 2,2 milionu obyvatel žije v Bukurešti a jejím bezprostředním okolí. Kluž a Temešvár jsou dvě další města s více než 300 000 obyvateli.
Národnostní skupiny (údaje z roku 2002):
- Rumuni 89,5 %
- Maďaři 6,6 %
- Romové 2,5 %
- Ukrajinci 0,8 %
- Němci 0,3 %
- Rusové 0,2 %
- Turci 0,2 %
- další 0,4 %

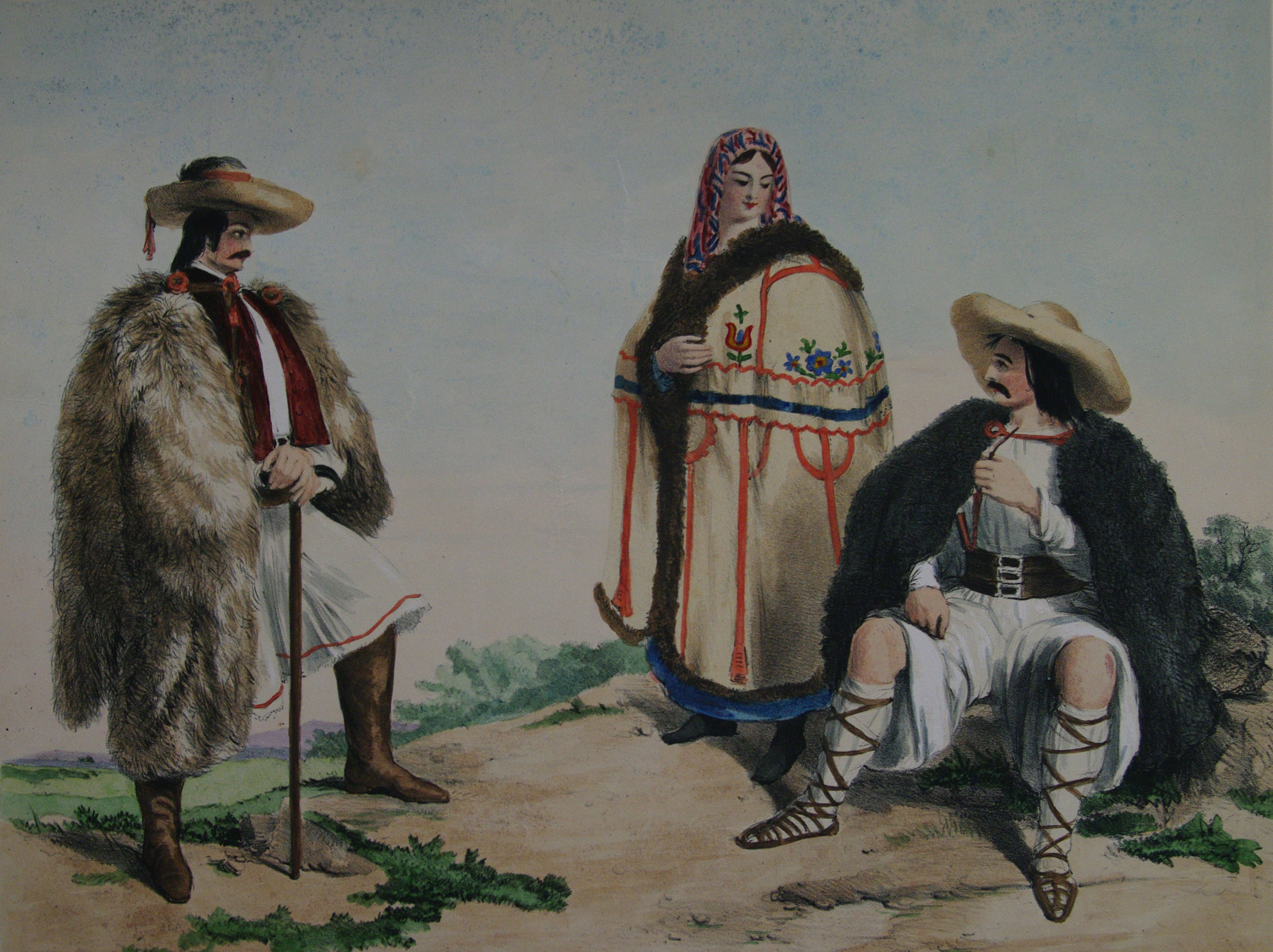
Horalé v Sedmihradsku v 19. století

Komunita Čechů žijících v oblasti Banátu od první poloviny 19. století, tzv. Pémové, čítá 2 242 osob (k roku 2010). Ještě v roce 2000 nicméně v banátských vesnicích žilo Čechů dvakrát více – jejich počet se kvůli emigraci každým rokem snižuje, především z důvodu vysoké nezaměstnanosti. V roce 1992 žilo v Rumunsku 5 800 Čechů.
V Karpatech žijí maďarští Sikulové, kteří byli v minulosti pověřeni ostrahou uherských hranic. Němci v Sedmihradsku, tzv. Sedmihradští Sasové, se v oblasti usazovali již ve 12. století a ještě v roce 1930 žilo v Rumunsku 745 000 Němců. Dnes jich zbývá 36 000. V deltě Dunaje žijí ruští Lipované, potomci starověrců, a také Ukrajinci, kteří jsou potomci záporožských kozáků. Část Ukrajinců v rumunských Karpatech se označuje za Rusíny. Na území Dobrudže žijí ještě z dob Osmanské říše Turci, Tataři a Nogajci. V roce 1930, před holokaustem, žilo v Rumunsku 728 000 Židů.
Podle oficiálních statistik z roku 2011 žije v zemi okolo 620 tisíc Romů. Neoficiální odhady počtu Romů se však pohybují mezi 1,2 až 2,5 miliony a rumunští Romové tak tvoří největší romskou komunitu v Evropě.

### Jazyk
Úředním jazykem je rumunština, která je románským jazykem, což je důležitý aspekt, který v minulosti mnohokrát sehrál politickou či geopolitickou roli. Rumunská abeceda obsahuje 26 písmen standardní latinky a pět dalších speciálních znaků (ă, â, î, ț a ș). Rumunština je prvním jazykem přibližně 90% rumunské populace. Maďarština je to u 6,2 procenta občanů Rumunska, romština, přesněji její specifický místní dialekt zvaný vlašská romština, je pak prvním jazykem 1,2% populace. V Rumunsku žije také 50 000 rodilých mluvčích ukrajinštiny, soustředěných v regionech poblíž hranic, dále 25 000 rodilých mluvčích němčiny a 32 000 rodilých mluvčích turečtiny.
Ústava zajišťuje jazyková práva všem menšinám, přičemž v lokalitách, kde menšina tvoří více než 20% populace, je možno její jazyk používat ve veřejné správě, soudnictví a vzdělávání. Angličtina a francouzština jsou hlavními cizími jazyky vyučovanými ve školách. V roce 2010 organizace Internationale de la Francophonie uvedla, že v Rumunsku ovládá francouzštinu 4 756 100 lidí. Podle Eurobarometru (2012) ovládá 31% Rumunů angličtinu, 17% francouzštinu a 7% italštinu a němčinu.

### Náboženství

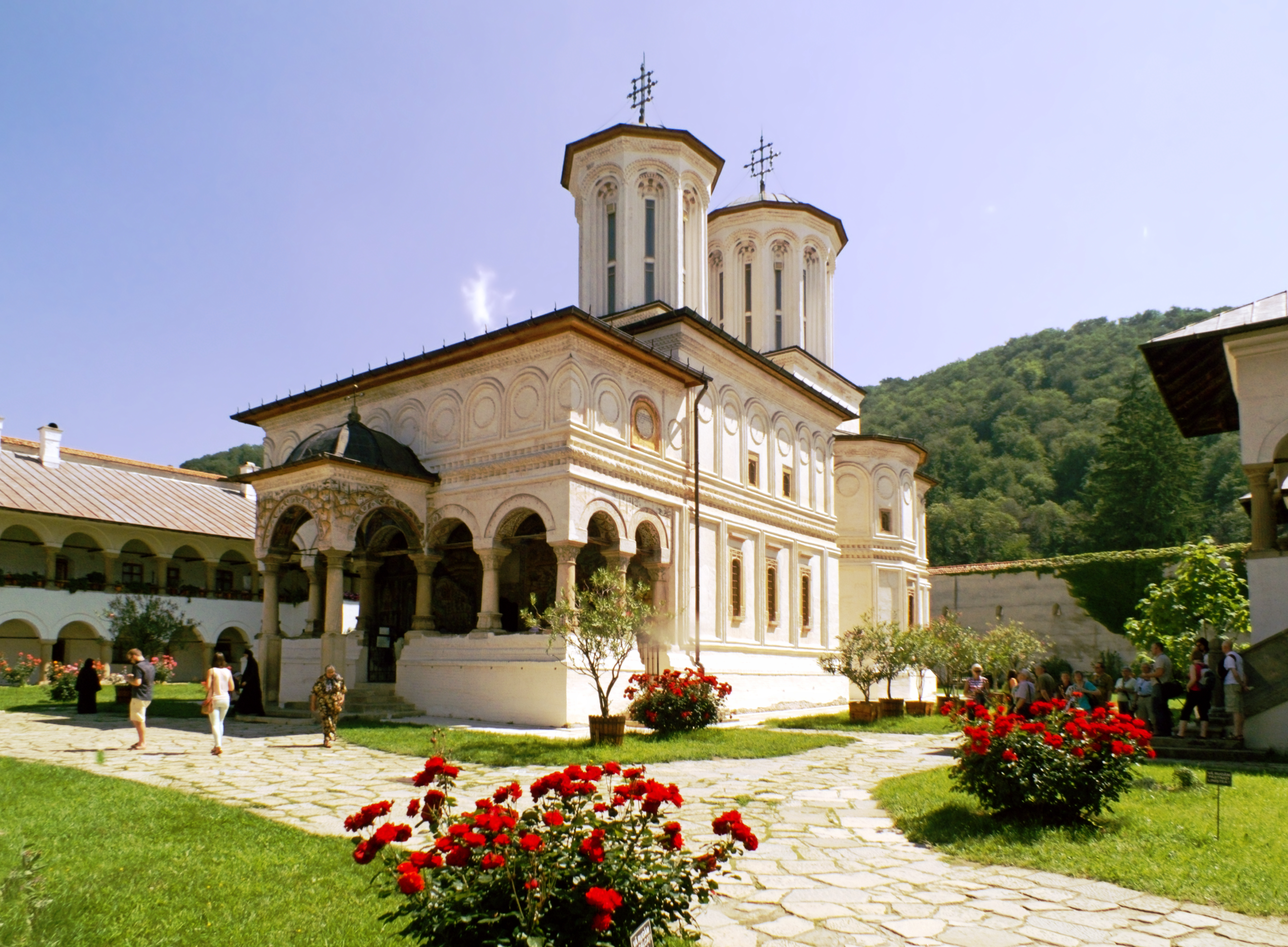
klášter Horezu, součást Světové dědictví

Podle sčítání lidu v roce 2011 se většina obyvatel hlásila ke křesťanství. 81 % patřilo k Rumunské pravoslavné církvi, 6,2 % k protestantství, 4,3 % k římskokatolické církvi a 0,8 % k řeckokatolické. Přes 64 000 obyvatel, především Turků a Tatarů, se hlásilo k islámu a 3 500 bylo židů (ještě v roce 1930 jich v Rumunsku žilo 728 115). Jen 0,1 % obyvatel se označuje jako „bez vyznání“.
Rumunská pravoslavná církev (rumunsky Biserica Ortodoxă Română) má na celém světě asi 20 miliónů příslušníků, čímž je po ruské pravoslavné církvi druhou nejpočetnější pravoslavnou církví na světě. Významnou protestantskou osobností 20. století se stal teolog Richard Wurmbrand, který byl komunisty vězněn v letech 1948–1956 a 1959–1964, kdy byl kvůli mezinárodnímu politickému tlaku propuštěn a následně vykoupen křesťanskými organizacemi na Západ. Zaměřil se poté na publikování zpráv o perzekuci křesťanů po světě a k tomuto účelu založil organizaci Hlas mučedníků.

### Literatura

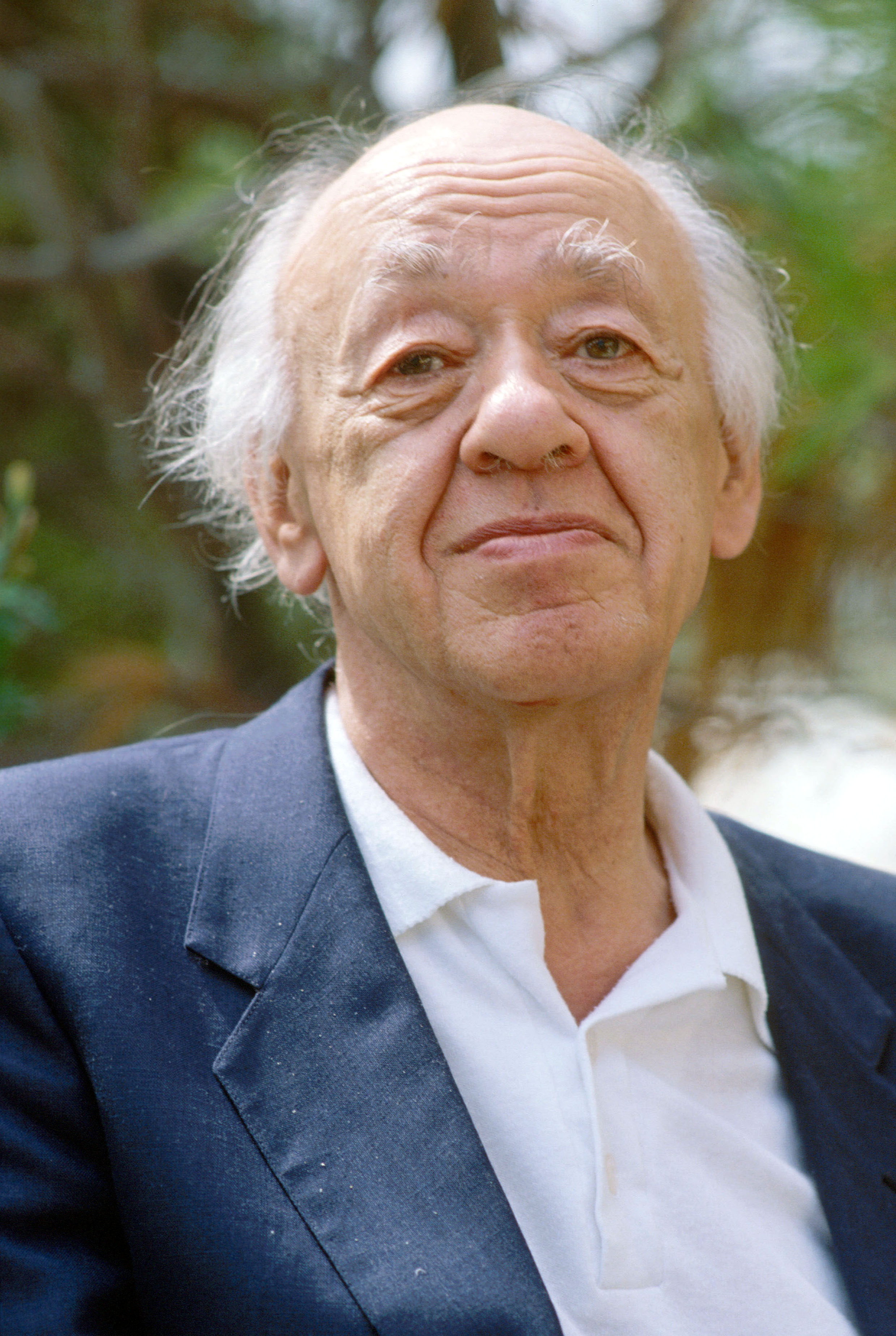
Eugène Ionesco

## Kultura

### Hudba

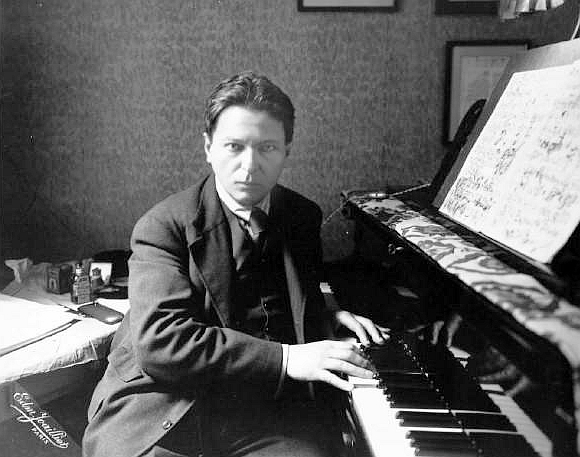
George Enescu

Nejdůležitějším autorem rumunské klasické hudby je George Enescu. Byl kmotrem i učitelem Dina Lipattiho, předčasně zesnulého talentovaného tvůrce. Ciprian Porumbescu je mj. autorem melodie dnešní albánské hymny. Rumunským rodákem byl i György Ligeti. Jako dirigent se prosadil zejména Sergiu Celibidache. Z interpretů získala celosvětovou proslulost sopranistka Angela Gheorghiu, pěvec Florin Cezar Ouatu, klavíristé Clara Haskilová a Radu Lupu či hráč na Panovu flétnu Gheorghe Zamfir, širokému publiku známý díky flétnovému motivu ve filmu Velký blondýn s černou botou.
V Rumunsku se narodil i originální řecký hudební skladatel a experimentátor Iannis Xenakis. Francouzský film 70.-80. let podbarvil svou nezaměnitelnou hudbou Vladimir Cosma (Velký blondýn s černou botou, Dobrodružství rabína Jákoba, Hořčice mi stoupá do nosu, Křidýlko nebo stehýnko, Hračka, Zvíře, Jsem nesmělý, ale léčím se, Rána deštníkem, Otec a otec, Uprchlíci ad.). Klasikem vojenské pochodové hudby je Ion Ivanovici.
V populární hudbě pronikly v posledních letech za hranice zpěvačky Alexandra Stan či Inna. Michael Cretu je spojen se slavným elektronickým projektem Enigma, v elektronické hudbě se prosadil i Edward Maya, především svým hitem Stereo Love z roku 2009, či kapela Morandi. Rumunskou divou se již před druhou světovou válkou stala Maria Tănaseová věnující se jak tradiční rumunské lidové hudbě, tak operetě, šansonu a dalším žánrům.

### Výtvarné umění

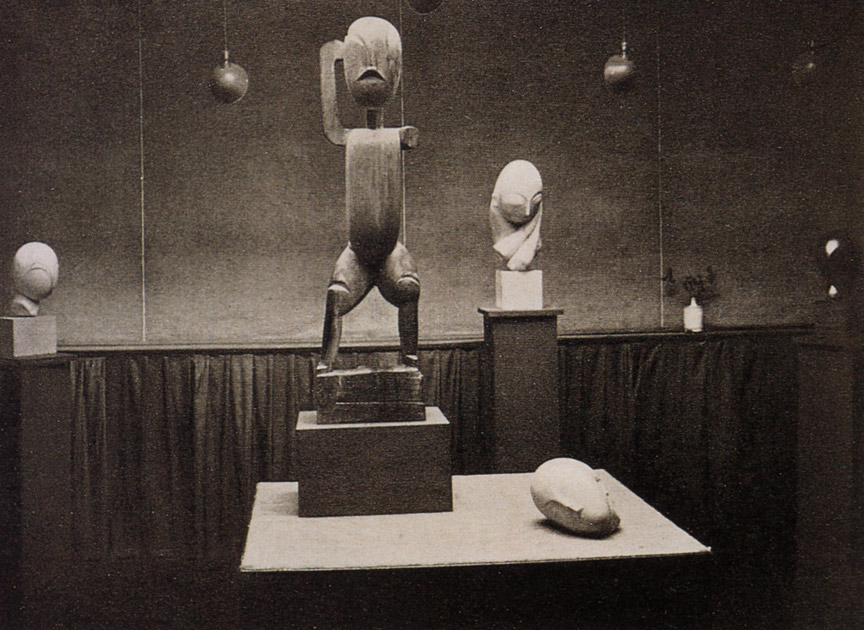
Výstava soch Constantina Brâncușiho roku 1914

Za zakladatele moderního rumunského malířství bývá označován Nicolae Grigorescu. V Rumunsku se narodili malíř a jeden ze zakladatelů dadaismu Marcel Janko.
K abstraktními expresionismu je řazen sochař Constantin Brâncuși, jenž je patrně nejvýznamnějším výtvarným umělcem rumunské historie a bývá označován za zakladatele moderního sochařství. Proslulou se stala jeho socha Pták v prostoru (Pasărea în văzduh), i kvůli skandálu, který vyvolala v USA v roce 1926, když ji celníci odmítli považovat za umění a přidal se k nim jízlivý tisk. V roce 2005 byla socha v aukci prodána za 27 milionů dolarů a stala se tak nejdražší vydraženou sochou v historii.
Nejvýznamnější galerií v Rumunsku je Rumunské národní umělecké muzeum (Muzeul Național de Artă al României), které sídlí v Královském paláci v Bukurešti. Budova byla podpálena a poškozena během rumunské revoluce roku 1989, muzeum po rekonstrukci znovu postupně otevíralo jednotlivé sekce od roku 2000. Muzeum obsahuje jednak díla klíčových rumunských výtvarníků novověku, jednak mezinárodní sbírky, kde jsou zastoupeni mistři jako Domenico Veneziano, Antonello da Messina, El Greco, Tintoretto, Jan van Eyck, Jan Brueghel starší, Peter Paul Rubens, Rembrandt, Alonso Cano, Jacopo Amigoni, Claude Monet a Alfred Sisley.

### Architektura

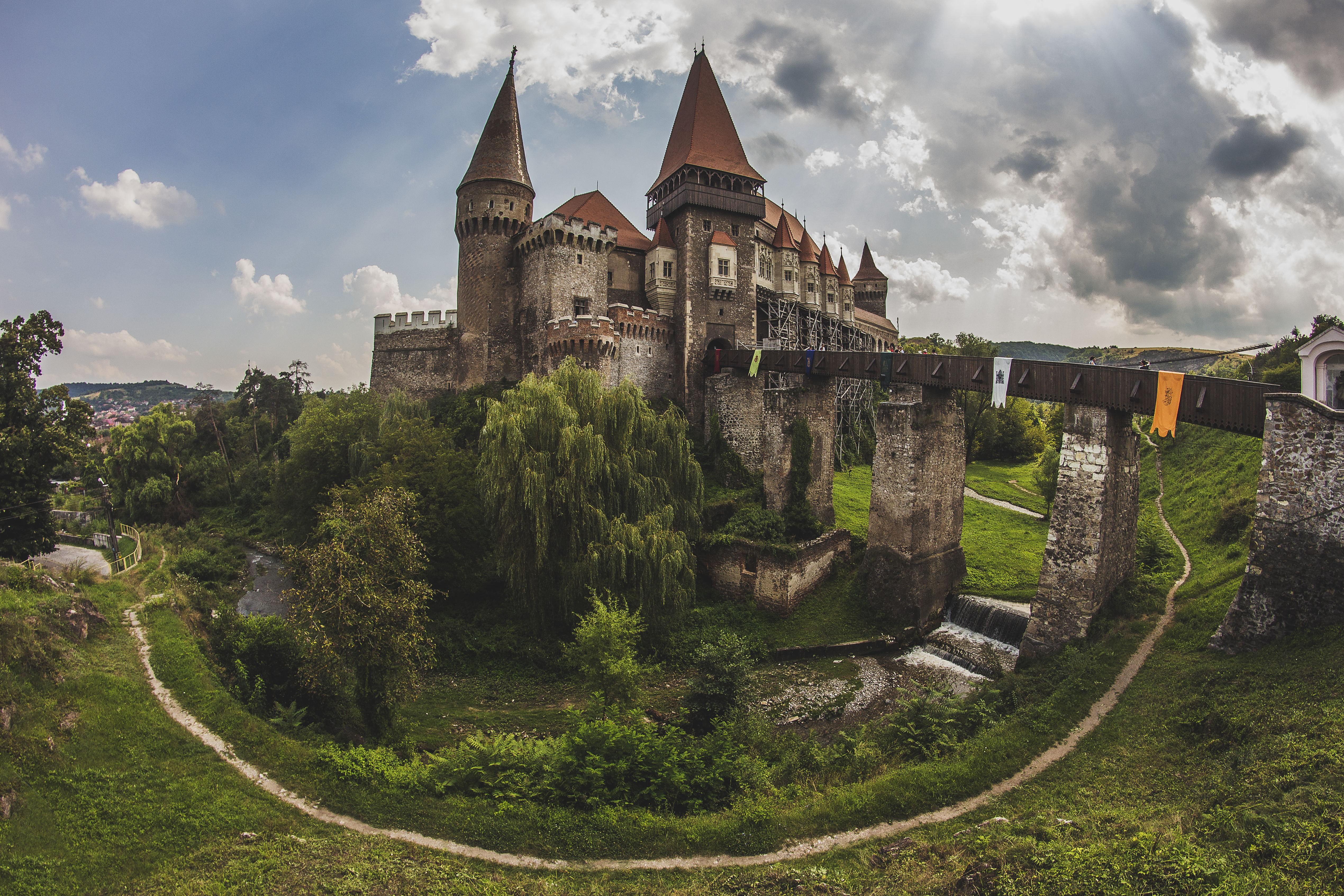
Hrad Hunedoara

Na seznam světového kulturního dědictví UNESCO byly zapsány některé dácké památky, jako pevnosti v Orăștijských horách a hradiště Sarmizegetusa, a pak řada pravoslavných klášterů a kostelů, často dřevěných, shrnutých do položek dřevěné kostely v oblasti Maramureš a kostely v Moldávii. Součástí těchto položek jsou památky jako kláštery Humor, Moldovița, Voroneț, Cerkev svatého Mikuláše v Budești, Cerkev Narození Panny Marie v Iedu nebo Kostel archandělů Michaela a Gabriela v Șurdești. Samostatnou položkou na seznamu Světového dědictví je klášter Horezu postavený na konci 17. století a považovaný za nejčistší příklad „brancovanské renesance“. Na seznam se dostalo i centrum města Sighișoara, které bylo založeno Sedmihradskými Sasy, stejně jako vesnice s opevněnými kostely v Transylvánii, které byly na seznam UNESCO zapsány v roce 1993.
Z dalších památek přitahuje největší pozornost turistů zámek Peleș, hrad Hunedoara (známý též jako Korvínův hrad) a hrad Bran, do něhož Bram Stoker umístil děj svého románu Drákula, ačkoli historický předobraz Drákuly, valašský kníže Vlad III. Dracula, na tomto hradě nežil. Unikátním architektonickým celkem je také prastaré město Alba Iulia, kde lze z jednotlivých památek obdivovat Katedrálu svatého Michaela, Korunovační katedrálu či asi nejznámější hvězdicovou pevnost, již v 18. století postavilo 10 000 nevolníků.

### Film

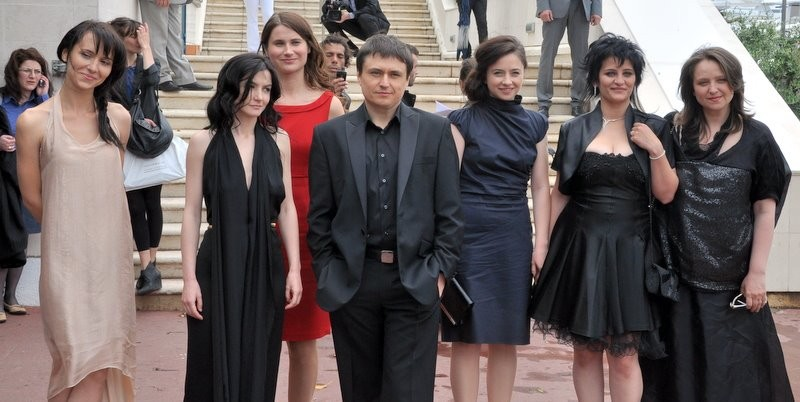
Cristian Mungiu

Rumunsko zažívá na začátku 21. století veliký rozmach filmového umění a hovoří se dokonce o tzv. rumunské nové vlně. K jejím klíčovým představitelům patří režisér Cristian Mungiu, který se proslavil snímkem 4 měsíce, 3 týdny a 2 dny, jenž vyhrál Zlatou palmu v Cannes. K nové vlně lze zařadit i jména jako Cristi Puiu, Corneliu Porumboiu nebo Călin Peter Netzer, což je vítěz Zlatého medvěda z Berlinale roku 2013. Stejnou cenu získala v roce 2018 Adina Pintilie a v roce 2021 film režiséra Radu Judea. Z režisérů starší generace byl významným Sergiu Nicolaescu, kterého proslavily historické velkofilmy v mezinárodní koprodukci, nebo Lucian Pintilie, který reprezentoval umělečtější linii a je tak někdy označován za „kmotra“ nové vlny.
V Hollywoodu se prosadil režisér a scenárista Jean Negulesco, z herců Maia Morgensternová či Sebastian Stan. Rumunskými rodáky byly také klasické hollywoodské hvězdy Edward G. Robinson, Johnny Weissmuller nebo John Houseman. Především v evropském filmu zaznamenala úspěchy Alexandra Maria Lara.

### Kuchyně

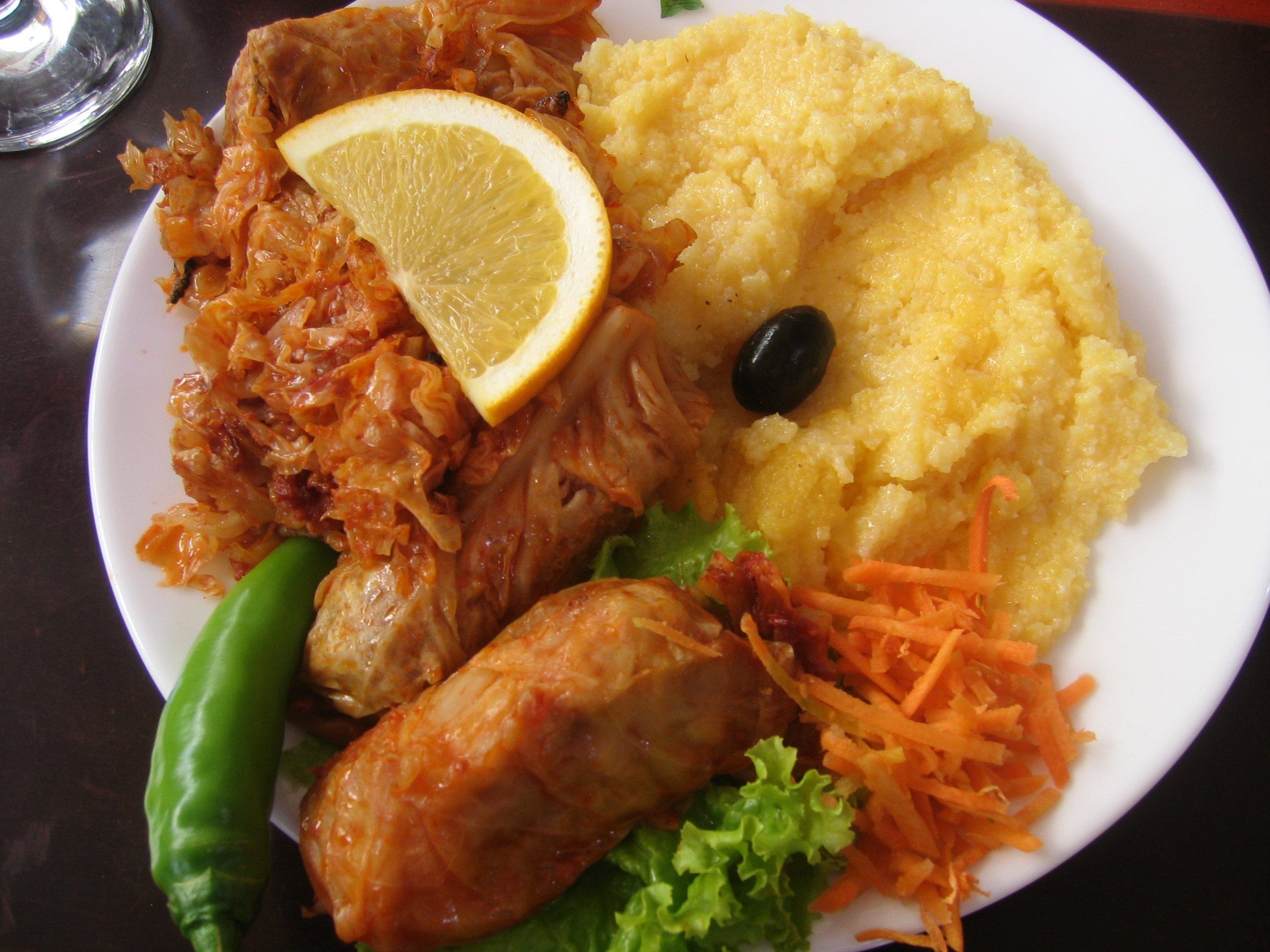
Sarmale s mamaligou jako přílohou

Tradičním rumunským jídlem je sarmale, což jsou vepřové rolky se zelím. Jako příloha je k nim často podávána další rumunská specialita - mamaliga, tedy hustá kukuřičná kaše, kterou lze přirovnat k polentě. Místní kulinářskou specialitou jsou rovněž polévky zvané ciorba, její zvláštností je kyselost, kterou získává z citronové šťávy nebo kysaného zelí. Nekyselé polévky se označují jako supa. Jako borș se označují polévky, které jsou okyselené vodou, v které kvasily otruby. Rumunská verze čevabčiči se jmenuje mititei, tyto válečky jsou povětšinou připraveny z mletého vepřového nebo jehněčího masa. Další hovězí pochoutkou, dědictvím tureckého vlivu, je musaka, podávaná obvykle s lilkem, cibulí a rajčaty. Zapékaný lilek je základem i jídla, jemuž se říká impletata. Vepřové se uplatňuje v zapékaném jídle zvaném ghiveci. Mnoho z jídel je podáváno s ovčími sýry, k jejich nejoblíbenějším druhům patří Branza de burduf a Urda. V oblastech kolem Černého moře se více jedí ryby.
Velikonoční specialitou jsou jehněčí vnitřnosti drob de miel. Nejoblíbenějším salámem je salam de Sibiu.
Ke sladkým specialitám patří cozonac (kynuté pečivo s rozinkami, kandovaným ovocem a ořechy), jež je připravováno o svátcích, či clatita, rumunská verze palačinek. Sladkou verzi má často koláč zvaný plăcintă, ale nezřídka se připravuje i na slano, zejména se špenátem nebo sýrem. Plăcintă dobrogeană má chráněné označení původu.
Rumuni pěstují víno (např. odrůda Murfatlar), ale rádi pijí i pivo, zdaleka nejoblíbenější domácí značkou je Ursus. Z pálenek je typickou švestková brandy Tuica, jež je velmi silná, obsahuje 70 procent alkoholu.

### Věda

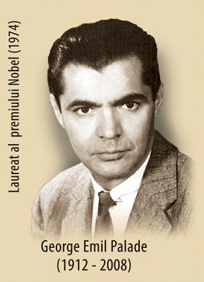
George Emil Palade

V exaktních vědách se nejvíce prosadil nositel Nobelovy ceny za fyziologii, cytolog George Emil Palade, pracující v USA. Také další nositel Nobelovy ceny, tentokrát za chemii, Stefan Hell se narodil v Rumunsku, nicméně prosadil se v Německu, v proslulém Institutu Maxe Plancka. Naopak v Bukurešti prožil celý život odborník na aerodynamiku, fyzik Henri Coandă. V Bukurešti se dnes po něm jmenuje letiště. Také průkopník bakteriologie Victor Babeş byl Rumun, ač se narodil ve Vídni. Dnes se po něm v Temešváru jmenuje lékařská univerzita. Dumitru Prunariu se stal prvním a dosud jediným rumunským kosmonautem. Vynálezce a letecký průkopník Traian Vuia postavil vlastní jednoplošník, s nímž jako první dokázal, že létající zařízení se může vznést do vzduchu při rozjezdu na běžné cestě. Významným průkopníkem letectví byl i Aurel Vlaicu. Biolog Nicolae Paulescu objevil inzulin, Lazăr Edeleanu amfetamin. K významným matematikům patřili Spiru Haret či Grigore Moisil. Za poněkud sporné je od roku 1989 považováno dílo bioložky a gerontoložky Any Aslanové, hvězdy Ceaușescovy vědy. Rumunským rodákem je i významný americký psycholog David Wechsler, matematici Abraham Wald či János Bolyai, izraelsko-americký odborník na aerodynamiku Liviu Librescu či německý raketový odborník Hermann Oberth.

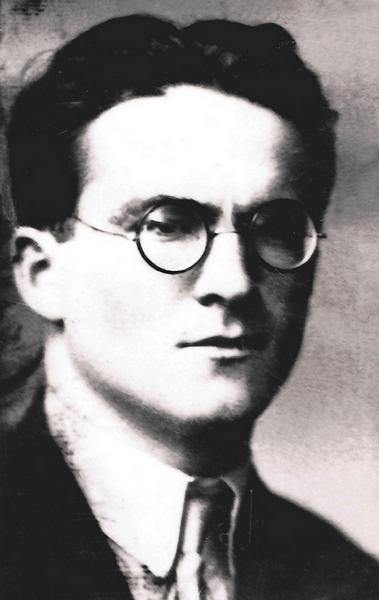
Mircea Eliade

Na začátku roku 2012 vypustilo Rumunsko z kosmodromu na Francouzské Guyaně svůj první kosmický satelit pod názvem Goliat. Roku 2014 se Rumunsko stalo spoluvlastníkem Mezinárodní vesmírné stanice a začalo se podílet na vývoji raket Ariane. Rumunsko patří k nejúspěšnějším zemím na Mezinárodní matematické olympiádě. V historické tabulce medailistů je s pěti celkovými vítězstvími na pátém místě. Jediná země srovnatelné velikosti, která mu konkuruje, je Maďarsko.
Dvě jména světové proslulosti dalo Rumunsko světu v oblasti humanitních a sociálních věd. Je to především religionista Mircea Eliade, který se stal přímo ikonou svého oboru. Ve Francii, stejně jako Eliade, se prosadil i pesimistický filozof Emil Cioran. Intelektuální Paříž je přijala navzdory tomu, že se oba zapletli s fašismem (což se ovšem dlouho nevědělo). To tvůrce originálního filozofického systému Lucian Blaga zůstal v rodném Rumunsku a potýkal se s nepřízní komunistického režimu. I tak je jeho dílo dnes stále více doceňováno. Jakýmsi zakladatelem moderní rumunské učenosti byl všestranný učenec Dimitrie Cantemir. Významným historikem Nicolae Iorga, zavražděný fašistickou Železnou gardou. Bukurešťským rodákem byl i zakladatel psychodramatu, sociometrie a skupinové psychoterapie Jakob Levy Moreno.
Nejlépe hodnocenými rumunskými univerzitami jsou Babeșova–Bolyaiova univerzita v Kluži a Bukurešťská univerzita, obě patří podle QS World University Rankings mezi dvacet nejlepších univerzit ve východní Evropě.

### Sport

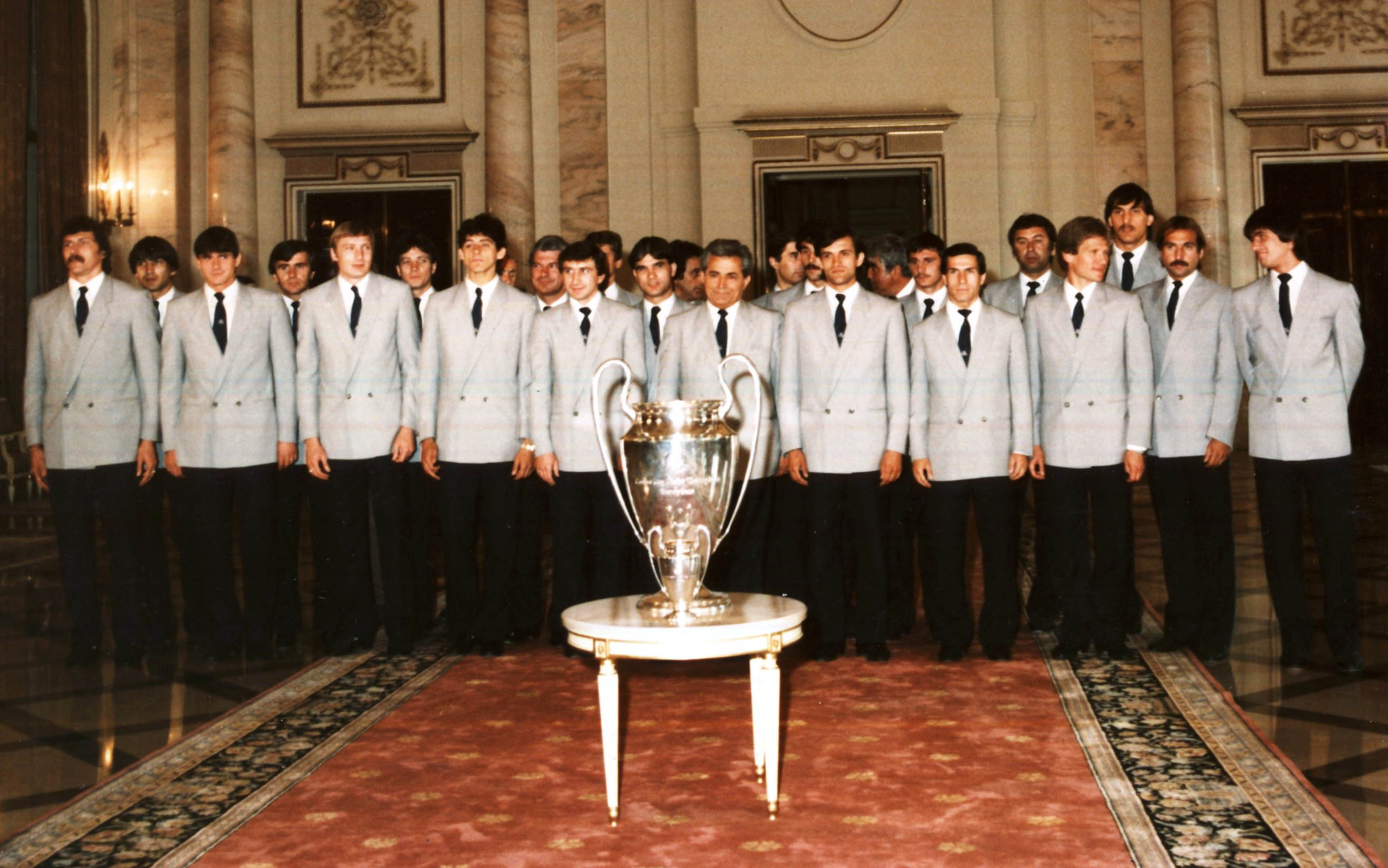
Fotbalisté klubu Steaua Bukurešť s Pohárem mistrů evropských zemí roku 1986

Největší rumunskou sportovní hvězdou všech dob je fotbalista Gheorghe Hagi. K dalším známým fotbalistům patří Adrian Mutu, Cristian Chivu, Dan Petrescu, Florin Răducioiu, Miodrag Belodedici či Gheorghe Popescu. Jako trenér uspěl Mircea Lucescu, který přivedl ukrajinský tým Šachťar Doněck k zisku Poháru UEFA, či Ștefan Kovács, který vedl Ajax Amsterdam v jeho nejslavnější éře. Steaua Bukurešť dosáhla mimořádného úspěchu v roce 1986, když jako první východoevropský fotbalový klub vyhrála Pohár mistrů evropských zemí (dnes Liga mistrů UEFA).
Velmi populární je v Rumunsku házená. Rumunští házenkáři čtyřikrát triumfovali na mistrovství světa (1961, 1964, 1970, 1974), ženský tým jednou (1962). K legendárním házenkářům patřili Ștefan Birtalan či Gheorghe Gruia, kterého Mezinárodní házenkářská federace roku 1992 vyhlásila „nejlepším házenkářem všech dob“. Cristina Neaguová byla čtyřikrát zvolena nejlepší házenkářkou světa (2010, 2015, 2016, 2018). Luminita Dinuová byla zvolena nejlepší házenkářskou brankářkou všech dob.

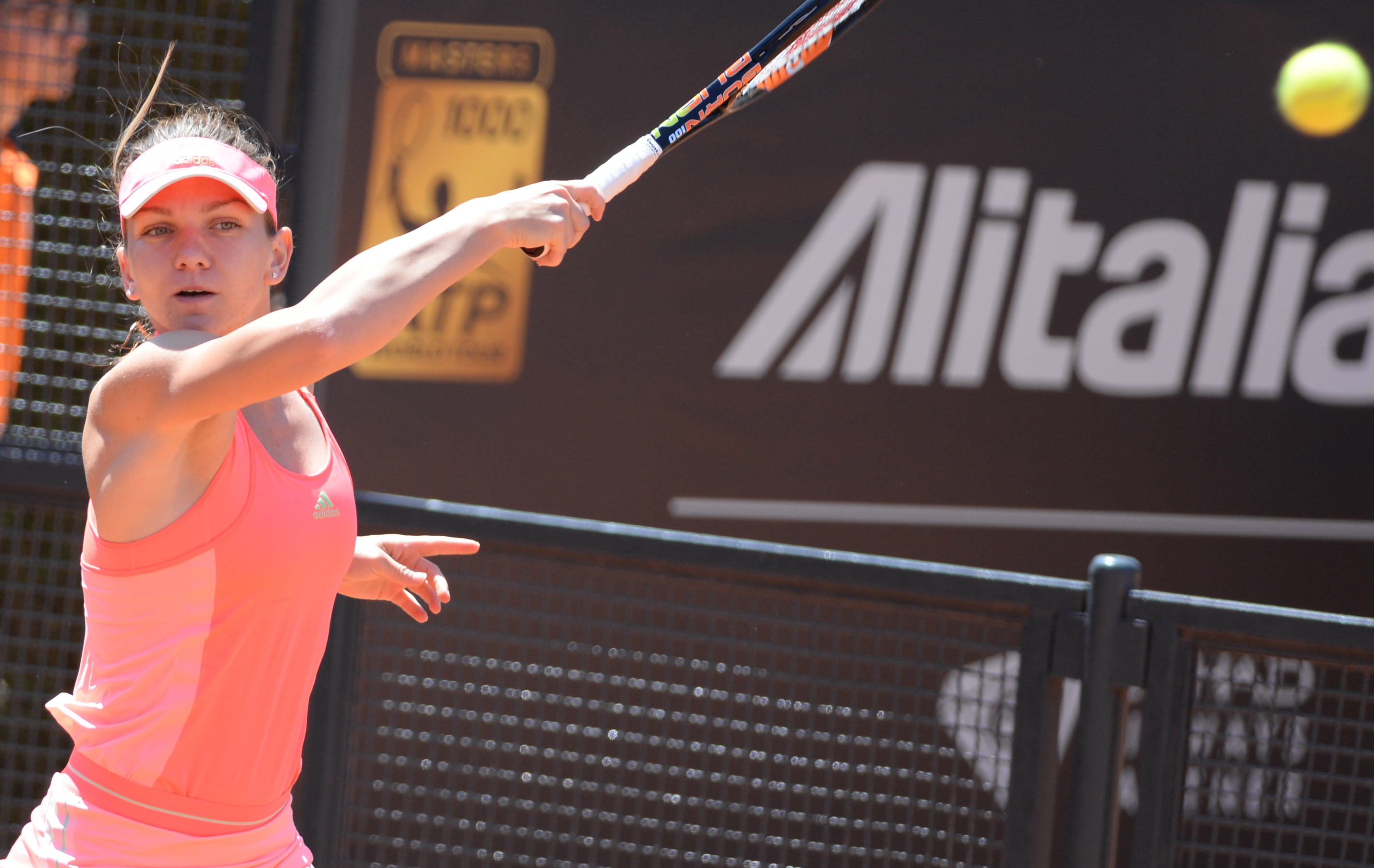
Simona Halepová

Rumunský tenis zrodil kontroverzní hvězdu a později sportovního podnikatele Ilie Năstaseho. Ve druhém desetiletí 21. století patří k absolutní světové špičce ženského tenisu Simona Halepová, vítězka Wimbledonu v roce 2019 a Pařížského grandslamu v roce 2018. Také antuková specialistka Virginia Ruziciová vyhrála v roce 1978 Roland Garros.
Velkou tradici má rugby, rumunská reprezentace získala deset titulů mistra Evropy a zúčastnila se všech mistrovství světa.

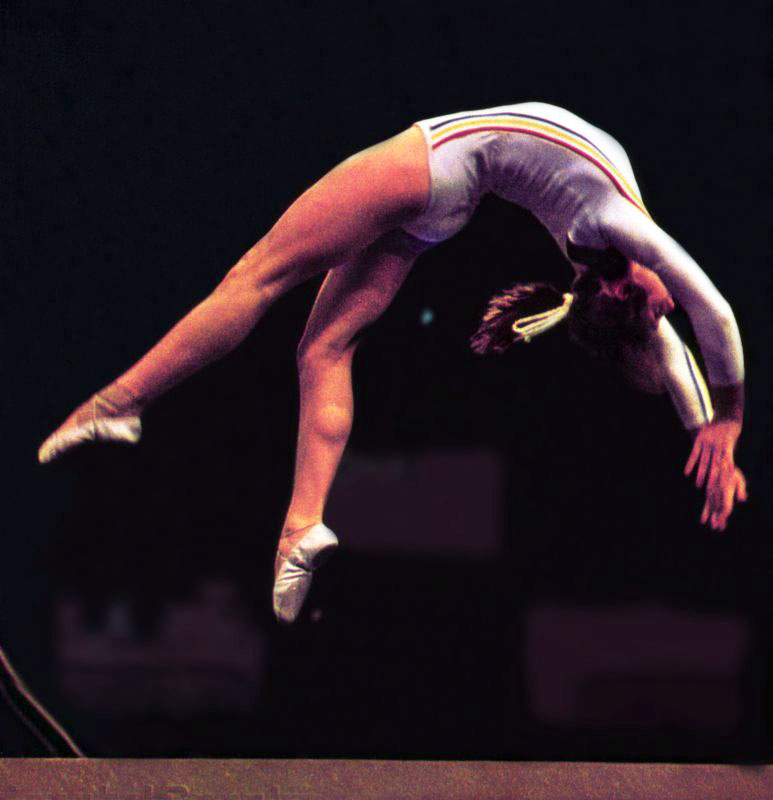
Nadia Comăneciová na LOH 1976

Slavná je ale i rumunská ženská gymnastická škola, nejvíce z ní vynikla Nadia Comăneciová, držitelka pěti olympijských zlatých medailí. Čtyři zlaté má Ecaterina Szabóová, tři pak Cătălina Ponorová, Simona Amanarová a Daniela Silivaşová. Rumunští gymnasté získali 25 zlatých olympijských medailí, celkem pak 72 medailí, jen 9 z toho muži. 27 zlatých mají Rumuni též z veslařských kanálů, 10 z kanoistických - čtyři z nich vybojoval kanoista Ivan Patzaichin. Dvě olympijské zlaté má plavkyně Diana Mocanuová. 

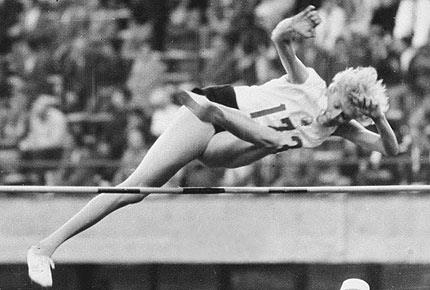
Jolanda Balașová

Na dvou olympiádách triumfovala ve skoku vysokém Jolanda Balașová. Zajímavostí je, že i všechny další zlaté medaile v atletice získaly ženy: oštěpařka Mihaela Penesová, dálkařky Viorica Viscopoleanuová a Anișoara Stanciuová, diskařka Lia Manoliuová, běžkyně Doina Melinteová, Maricica Puicăová, Paula Ivanová, Gabriela Szabóová a Constantina Tomescuová. Rumunsko je po Maďarsku druhou medailově nejúspěšnější zemí z těch, které olympiádu nikdy nepořádaly.
Tradičním rumunským sportem, podobným baseballu, je oină. Má kořeny již ve 14. století, v současnosti už má ale málo aktivních hráčů.
Populární je v Rumunsku i malý fotbal. Reprezentace má na kontě 6 titulů z Mistrovství Evropy (2010 až 2015). Mistrovství světa v malém fotbale přineslo Rumunsku dva bronzy.